# Wilder Mann

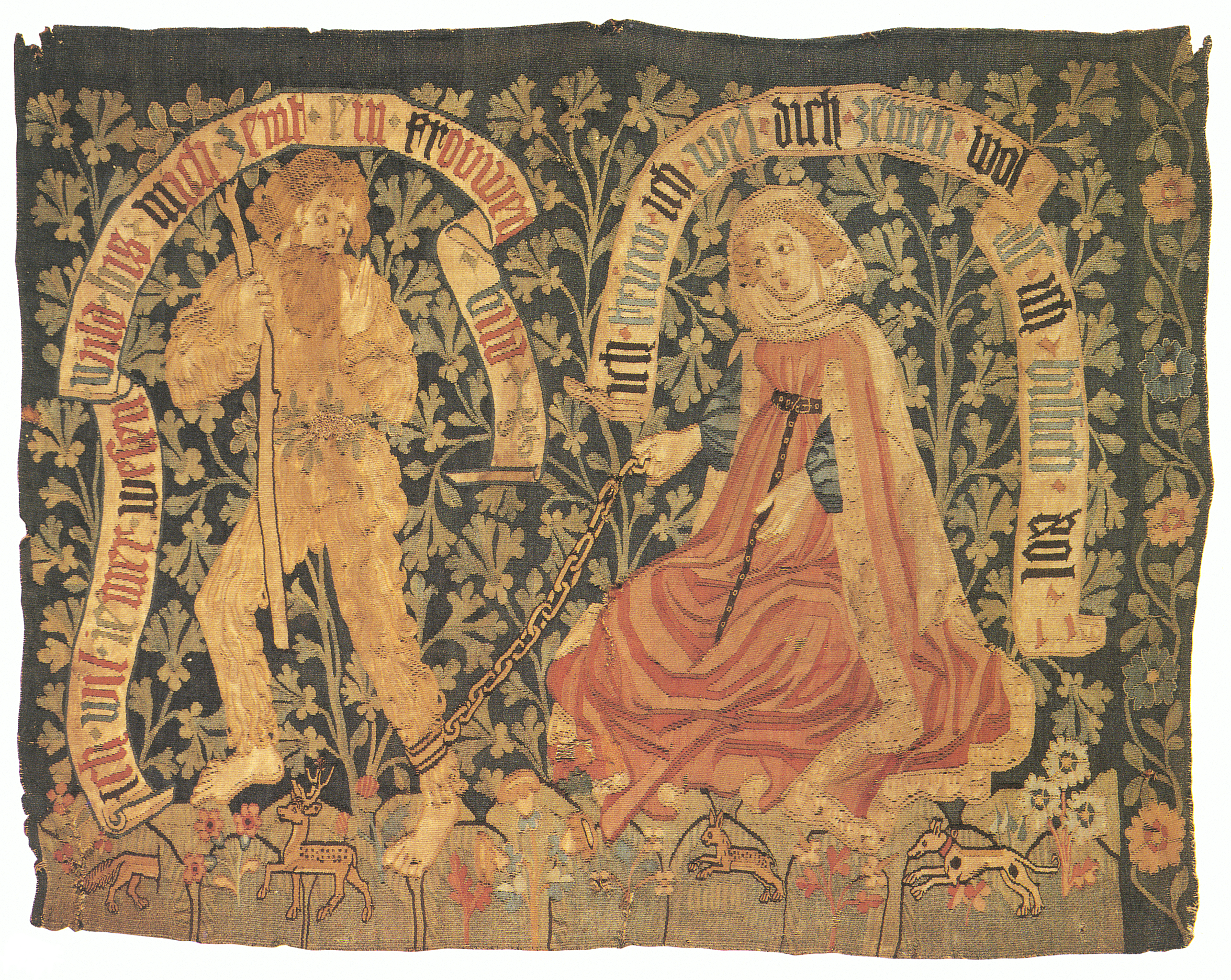
Tugendreiche Dame zähmt Wilden Mann, Wandteppich, Basel, 1470/80

Der Wilde Mann ist vom frühen Mittelalter bis zum Beginn der Neuzeit im Volksglauben des germanischen und slawischen Sprachraums ein anthropomorphes Wesen. Er wurde als einzelgängerischer, mit Riesenkräften ausgestatteter, stark behaarter, nackter oder nur mit Moos oder Laub bekleideter Urmensch beschrieben oder dargestellt. Seine Lebensweise galt einerseits als halbtierisch und primitiv, andererseits aber auch als paradiesisch und naturverbunden. Für seinen bevorzugten Aufenthaltsort hielt man unbewohnte oder unbewohnbare Wald- und Berggebiete.
Wilde Männer sind eine spezifisch mitteleuropäische Ausformung einer weltweit in allen Kulturen vorkommenden mythischen oder abergläubischen Vorstellung von halbmenschlichen Waldbewohnern. Diese Wesen erscheinen zuerst als Wildleute (mittellateinisch silvani) oder Wildes Volk, später personifiziert als Wilder Mann und Wilde Frau oder auch als Wildes Fräulein:

„Die verschiedenen Auffassungen von Wald- und Wildmännern, die aus dem Brauchtum und der Literatur erwachsen sind, haben sich in der bildenden Kunst zu der Darstellung eines wilden, behaarten, oft mit Lendenschurz bekleideten Menschen verdichtet. Diese Wesen, die in der wörtlichen Übersetzung das Wilde veranschaulichen, schließen sämtliche Versionen dieser Sagengestalten in sich. Diese Charakterisierung bleibt durch alle Stilepochen hindurch bestehen.“

In den Texten und Darstellungen kommt dem Wilden Mann oft eine metaphorische Bedeutung zu. Er steht für das Wilde, die bedrohliche Natur, für die überwundene Natur, für überkommene kulturelle Entwicklungsstufen des Menschen und für bestimmte, als urtümlich empfundene charakterliche Merkmale von Männern. Der Wilde Mann wird im Mittelalter von einem Mythos des Volksglaubens, einem Archetypus des Chaos, zu einem Symbol für erstrebenswerte Charaktereigenschaften in den Geschichten der gesellschaftlichen Oberschicht.

## Erscheinungsformen

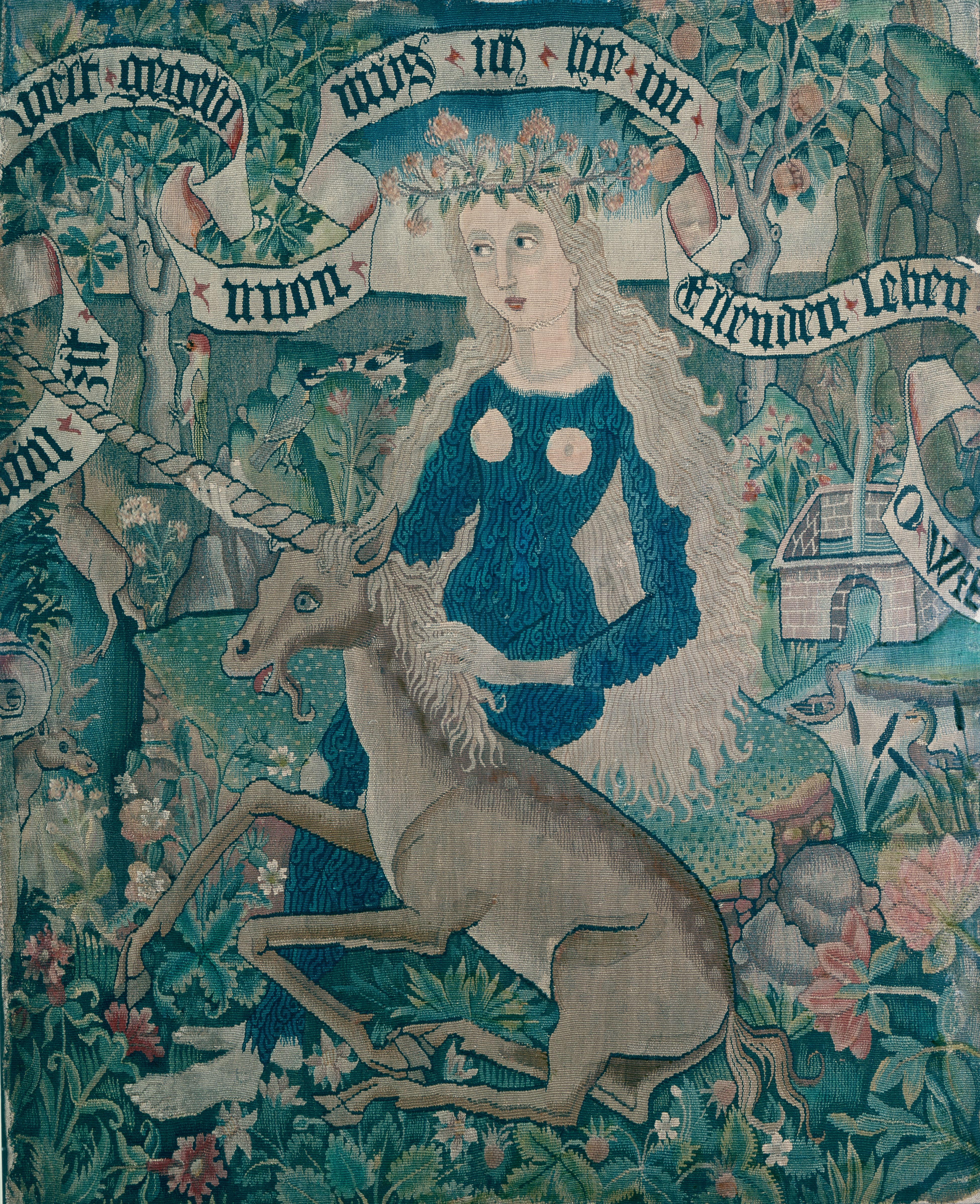
Wilde Frau (Wildweibchen) mit Einhorn

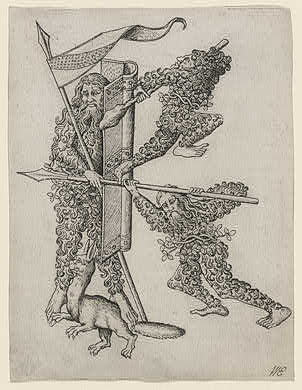
Letter K im Buchstabenalphabet des Meisters E. S., Kupferstich, 1466/67

Wilde Männer, und seltener Wilde Frauen, erscheinen
- in Sagen, Märchen und in der mittelalterlichen Literatur (Epik),
- seit der Mitte des 14. Jahrhunderts in sinnbildlichen Darstellungen der mittelalterlichen Kunst auf Wandteppichen, Minnekästchen, Chorgestühl, Reliquienkästen, Fliesen, Glasmalereien, Grafiken,
- als Zeichen in Kartenspielen, als Gemeine Figur oder öfter als Schildhalter in Wappen, als Münzbilder, als Hauszeichen und als Mannfigur im Fachwerk,
- als Figur bei Umzügen, Festen und Ritualen, dargestellt von einem verkleideten Menschen,
- als Namensgeber für Flurstücke und Berge, für Einrichtungen des Bergbaus wie Gruben und Stollen, für Bergstädte sowie später auch für gastronomische Einrichtungen wie Hotels und Restaurants.
- als Metapher für bestimmte charakterliche Eigenschaften des Menschen bzw. des Mannes sowie besonders in der internationalen Literatur der 1980er Jahre als Metapher für Aspekte der Geschlechterrolle des Mannes bei der Neudefinierung der Verteilung der Geschlechterrollen im Zuge der Umwälzung der gesellschaftlichen Verhältnisse.

## Eigenschaften
- Wilde Männer sind menschliche und keine transzendenten Wesen, das heißt, sie sind keine Wesen aus einer anderen, zum Beispiel der göttlichen Welt, die sich beliebig in dieser Welt materialisieren und in verschiedenen Gestalten erscheinen und wieder verschwinden können. Da Wilde Männer dazu nicht in der Lage sind, können sie auch vom Menschen gefangen werden. Wilde Männer haben zwar übermenschliche Fähigkeiten, manchmal auch so etwas wie Zauberkräfte oder seherische Fähigkeiten, aber sind selbst biologische Wesen, die verwundbar sind, beschossen und verletzt werden können. Sie können ein Sexual- und Familienleben haben. Lediglich in den archaischen Sagen des Alpenraums (vornehmlich Tirol) haben Wilde Männer gewisse Eigenschaften von Geisterwesen und Naturdämonen.

- Wilde Männer sind menschliche, keine tierischen Wesen. Sie haben – abgesehen vom intensiven Haarwuchs (Hypertrichose), von ihrer großen Körperkraft und ihrer Nacktheit, was alles auch bei normalen Menschen vorkommen kann – keine tierischen Merkmale. Sie besitzen keine Bocksfüße, keinen Schwanz und keine Hörner. Auf Darstellungen und in den Erzählungen ist der Wilde Mann stets barfuß und – anders als Tiere – mit einem Knüppel oder einem ausgerissenen Baum bewaffnet.

- Wilde Männer sind in der Regel den Menschen unterlegen, wenn ihre große Körperkraft unschädlich gemacht wird. Das kann durch sexuelle Verführung geschehen, aber auch durch weibliche Tugend, durch Alkohol, durch Zauber, durch Bekämpfung mit professioneller militärischer Ausbildung und Bewaffnung, durch Fernwaffen oder durch andere besonders intelligente Maßnahmen. Danach kann man sie einsperren und im Käfig halten wie Tiere, Strafgefangene oder Irre. Die Erwartungen, dem Rätsel ihrer Wildheit auf die Spur zu kommen, werden jedoch grundsätzlich enttäuscht.

- Erst zu Beginn der Neuzeit werden die wilden Männer zu Hütern von meist metallenen Schätzen (eine Rolle, die zuvor eher den zaubermächtigen und technologisch überlegenen Zwergen zugeschrieben worden war). Das war der Zeitpunkt, an dem die Menschen die letzten im Mittelalter noch unbewohnten Gebiete systematisch erschließen mussten, um an die Bodenschätze zu gelangen, die dort in den Bergen, die vorher als unwirtlich und wild gemieden wurden, auf ihre Entdeckung warteten. Hier begegneten sie der Wildheit der Natur, der sie durch bisher nicht gekannte Maßnahmen ihre Schätze abjagen konnten. Typischerweise sind es hier erstmals auch Bergleute, die dem Wilden Mann begegnen, nicht, wie sonst üblich, Jäger.

## Deutungsansätze
Ob sich in den weltweit verbreiteten Vorstellungen vom Wilden Mann alte Erinnerungen an die Zeiten erhalten haben, als noch mehrere Arten der Hominini nebeneinander existierten, lässt sich nicht mehr rekonstruieren. Zwar haben der moderne Mensch (Homo sapiens) und der Neandertaler (Homo neanderthalensis) unter anderem in Mitteleuropa etwa 10.000 Jahre lang in unmittelbarer Nachbarschaft gelebt und zumindest in einem bestimmten Zeitfenster vor der Aufspaltung der eurasischen Populationen auch gemeinsame Nachkommen gezeugt, was im Erbgut der heute lebenden eurasischen Populationen nachgewiesen werden kann, jedoch lässt sich durch die große zeitliche Lücke zwischen dem Aussterben der letzten Neandertaler vor 30.000 – 25.000 Jahren und der ersten schriftlichen Figur eines Wilden Mannes im Gilgamesch-Epos mehr als 20.000 Jahre später kein überprüfbarer Zusammenhang herstellen. Für die Verbreitung des Topos im frühmittelalterlichen bis neuzeitlichen Europa gilt dies umso mehr.
Für die Erklärung, die Geschichten vom Wilden Mann beruhen auf der Übergangszeit von der Altsteinzeit zur Jungsteinzeit, als sich die Menschen von Jägern und Sammlern zu Ackerbauern und Viehzüchtern entwickelten, sprechen einige Hinweise im Alten Testament. Die alten biblischen Geschichten haben hier eine gewisse Aussagekraft, stammen sie doch aus der Gegend, in der der Ackerbau zuerst entwickelt wurde (siehe Fruchtbarer Halbmond). Im 1. Mose 2, 5–33 geht es um den Streit zwischen den Zwillingsbrüdern Esau, dem älteren, instinkthaften, behaarten, dem Jäger, und Jakob, dem jüngeren, dem sich seiner selbst bewussten, mit feiner Haut ausgestatteten, städtischen, intellektuellen, kultivierteren Lieblingssohn der Mutter Rebekka. Im Wettstreit zwischen Landwirtschaft und Jagd zeigt sich die Überlegenheit der neuen Gesellschaftsform: Der glücklose Jäger Esau muss sein Erbrecht an seinen landwirtschaftlich tätigen und damit wirtschaftlich überlegenen Bruder Jakob verkaufen, um überhaupt etwas zu essen zu haben. Jakob, der Auserwählte Gottes, wurde so zum Stammvater der zwölf Stämme Israels. Der behaarte Esau ging leer aus und wurde der Stammvater eines Bergvolkes.
In den alten Sagen des Alpenraums stellen Wilde Männer unter anderem die schwer zu zähmende und unberechenbare Natur dar, die besonders den Menschen in unwirtlichen Gegenden vor der Industrialisierung schwer zu schaffen machte. Der Mensch fühlte sich den Kräften schutzlos ausgeliefert und personifizierte sie in einer Reihe von Sagengestalten, wozu auch die Wilden Männer gehörten (z. B. in Wildon, Steiermark).
Wilde Männer stehen im Christentum außerhalb der Schöpfung und des Heilsplans. Sie sind Figuren der niederen Mythologie, die im kirchlichen Verständnis dazu dienen, den tugendhaften Sieg über sie und damit über das Wilde, Niedere und Lasterhafte zu symbolisieren. In der Vorstellungswelt des mittelalterlichen Menschen galt wild als dasjenige, das außerhalb der menschlichen Kultur, Gemeinschaft, Sitte und Norm stand. Darüber hinaus galt es als das Wüste und Unausgebaute, Verwirrte und Unheilvolle. Aus diesem Grund erscheinen die Wilden Männer im ausgehenden Mittelalter nicht selten in der Fastnacht, wo sie zusammen mit den anderen Narren die Vertreter der Gottesferne und damit des Teufels darstellen. Als diese Vertreter sind der Wilde Mann und die Wilde Frau zusammen mit Narr und Teufel beispielsweise auch auf einer Gewölbekonsole des Heiligkreuzmünsters in Rottweil zu sehen.
Die höfische Literatur des Mittelalters stellte den als gesellschaftliches Vorbild geltenden Rittern verschiedene Schreckgestalten als Kontrastfiguren gegenüber, gegen die die Ritter dann ihre ethische und kämpferische Überlegenheit ausspielen konnten. Zu diesen Figuren gehörten neben den Drachen und Riesen auch Wilde Männer.
Zu Beginn der frühen Neuzeit taucht der Aspekt auf, dass sich den Menschen durch die Überwindung der Natur, hier in Gestalt des Wilden Mannes, auch Chancen auf Reichtum eröffnen. Die Erschließung unwirtlicher Gegenden durch das mutige Vordringen der Bergleute wurde verknüpft mit Sagen von der Überwindung Wilder Männer, die metallene Bodenschätze bewachten. Das führte zur Verwendung des Motivs des Wilden Mannes auf Münzen und in Wappen. Sie wurden so zum Symbol des Reichtums, der aus der Natur gewonnen worden war, und werden bis heute stolz präsentiert.

## Ähnliche Erscheinungen

### Wald- und Berggeister
Wald- und Berggeister im weitesten Sinne treten in Sagen und Märchen in ganz Europa und darüber hinaus auf. Diese Wesen werden als deutlich mächtiger als der Wilde Mann dargestellt. Sie gelten als Herren der Natur und können vom Menschen beeinflusst, aber nicht vernichtet werden. Der Schrat scheint dem Wilden Mann in mancherlei Hinsicht ähnlich zu sein. Im Riesengebirge ist der Rübezahl zu Hause, in Skandinavien die Skogsfru. Hierbei handelt es sich um Geistergestalten, die in verschiedenen Erscheinungsformen auftreten können. Sie sind in der Lage, sich zu verwandeln und auch einfach zu verschwinden. Sie verfügen in der Regel über Zauberkräfte oder haben Verfügungsgewalt über die Kräfte der Natur. Rübezahl gilt als Herr der Berge. Er kann Unwetter hervorrufen, denen der Mensch dann hilflos ausgesetzt ist. Es gibt zwar Erzählungen, in denen er vom Menschen übers Ohr gehauen wird, aber fangen und einsperren kann man Rübezahl nicht (siehe auch: Naturgeist, Waldgeist, Berggeist).

### Geisteskranke oder Ausgestoßene

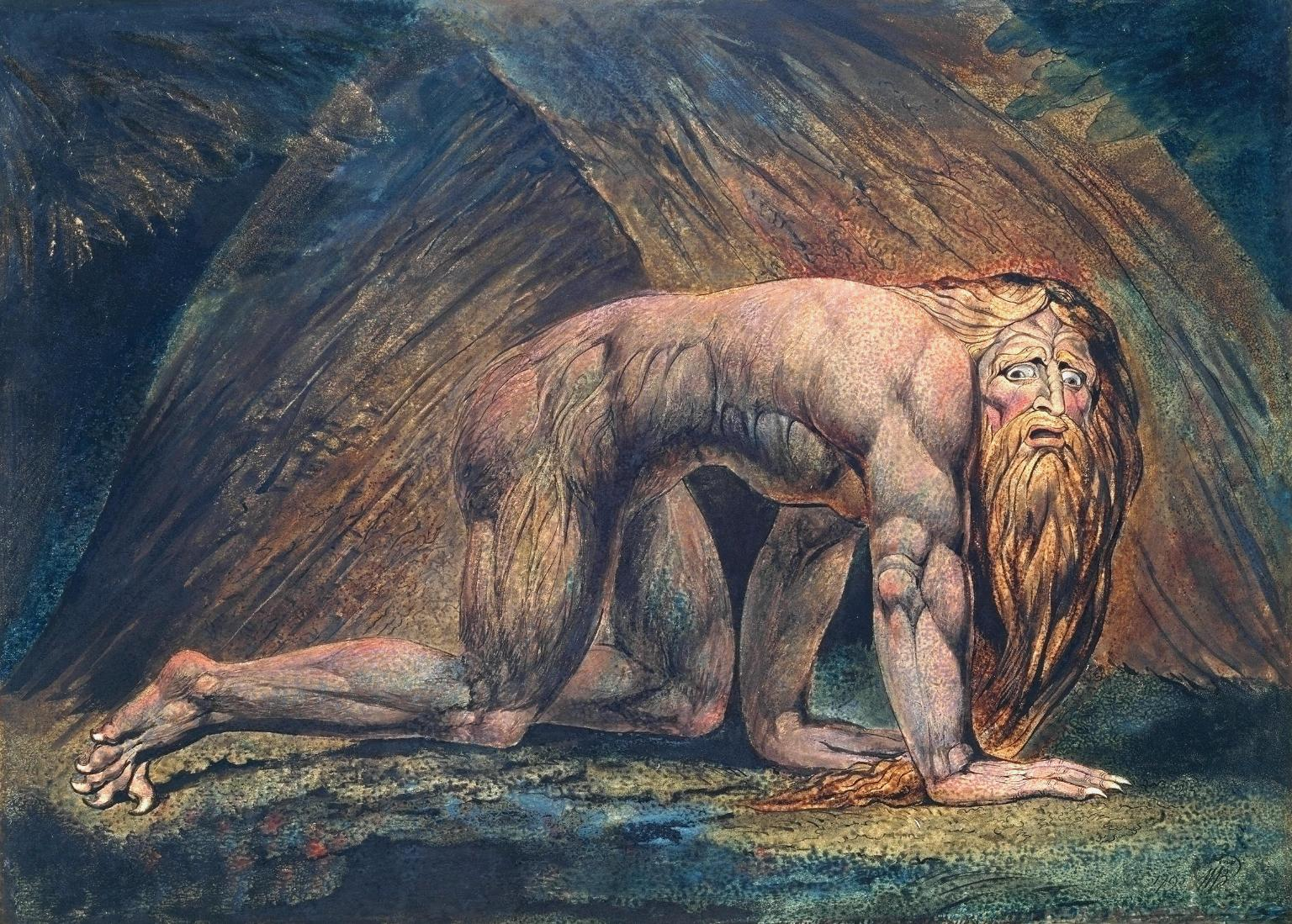
William Blake: Nebukadnezar (1795)

In alten Geschichten, zum Beispiel in der Bibel oder in der mittelalterlichen Dichtung, gibt es Berichte über Menschen, die aufgrund eines Unglücks oder einer Gottesstrafe dem Wahnsinn verfallen und ohne Verstand wild wie ein Tier leben müssen. Dazu kann es auch gehören, dass sie sich die Kleider vom Leib reißen und nackt in die Wildnis laufen. Ausgestoßene, Verwirrte und Verirrte werden in den Darstellungen ähnlich wie Wilde Männer, aber im Gegensatz zu diesen auf allen vieren kriechend abgebildet.
Eine solche Strafe trifft die Figur des Nebukadnezar aus dem Bericht in Dan 4,1–34. Nebukadnezar ist ein überheblicher Tyrann, der die Juden verfolgt. Durch eine himmlische Stimme wird ihm tiefste Erniedrigung angekündigt. Er verfällt dem Wahnsinn und muss sieben Jahre lang wie ein Tier leben und Gras fressen.
In einer deutschen Bibelübersetzung von 1480 wird über ihn gesagt: Und kroch uff henden und uff füssen und lieff schier ein boum uff der hundert elen hoch was und grauet in sin hor und warent im sin negel als vogelsklowen. (Biblische Historien in zwei Bänden, St. Gallen, Vadiana Ms.343 c, fol 264 v.)
In der walisischen Merlin-Sage sowie der darauf beruhenden lateinischen Vita Merlini trifft den Dichter Myrddin ein solches Schicksal: Als in einer Schlacht sein Herr getötet wird, verliert er den Verstand, rennt in die Wälder und spricht dort zu einem Apfelbaum und den Schweinen. So lebt er 50 Jahre, bis er von einer Wunderquelle geheilt wird.

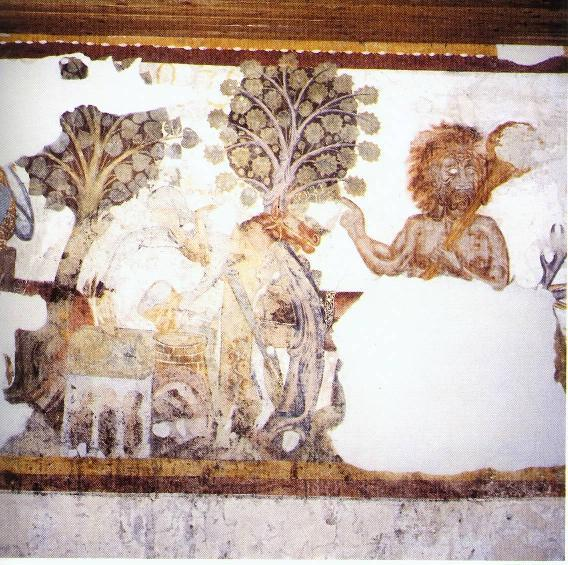
Der Waldmensch auf den Iwein-Fresken auf Schloss Rodenegg

Eine eindringliche Beschreibung findet sich auch als zentrale Handlungswende in dem mittelhochdeutschen Artusroman Iwein von Hartmann von Aue. Der Artusritter Iwein versäumt eine von seiner Frau gestellte Frist und verliert damit ihre Gunst. Daraufhin flieht er vom Hof, wird tobsüchtig und fristet als unbekleideter Wahnsinniger sein Leben im Wald:
dô wart sîn riuwe alsô grôz

daz im in daz hirne schôz

ein zorn unde ein tobesuht,

er brach sîne site und sîne zuht

und zarte abe sîn gewant,

daz er wart blôz sam ein hant.

sus lief er über gevilde

nacket nâch der wilde.
(Frei übersetzt: Da wurde seine Reue so groß, dass ihm Zorn und Tobsucht ins Hirn schoss. Er vergaß Anstand und Erziehung, zerrte sein Gewand vom Leib, bis er völlig entblößt war. So lief er über das Gefilde nackt in die Wildnis.)

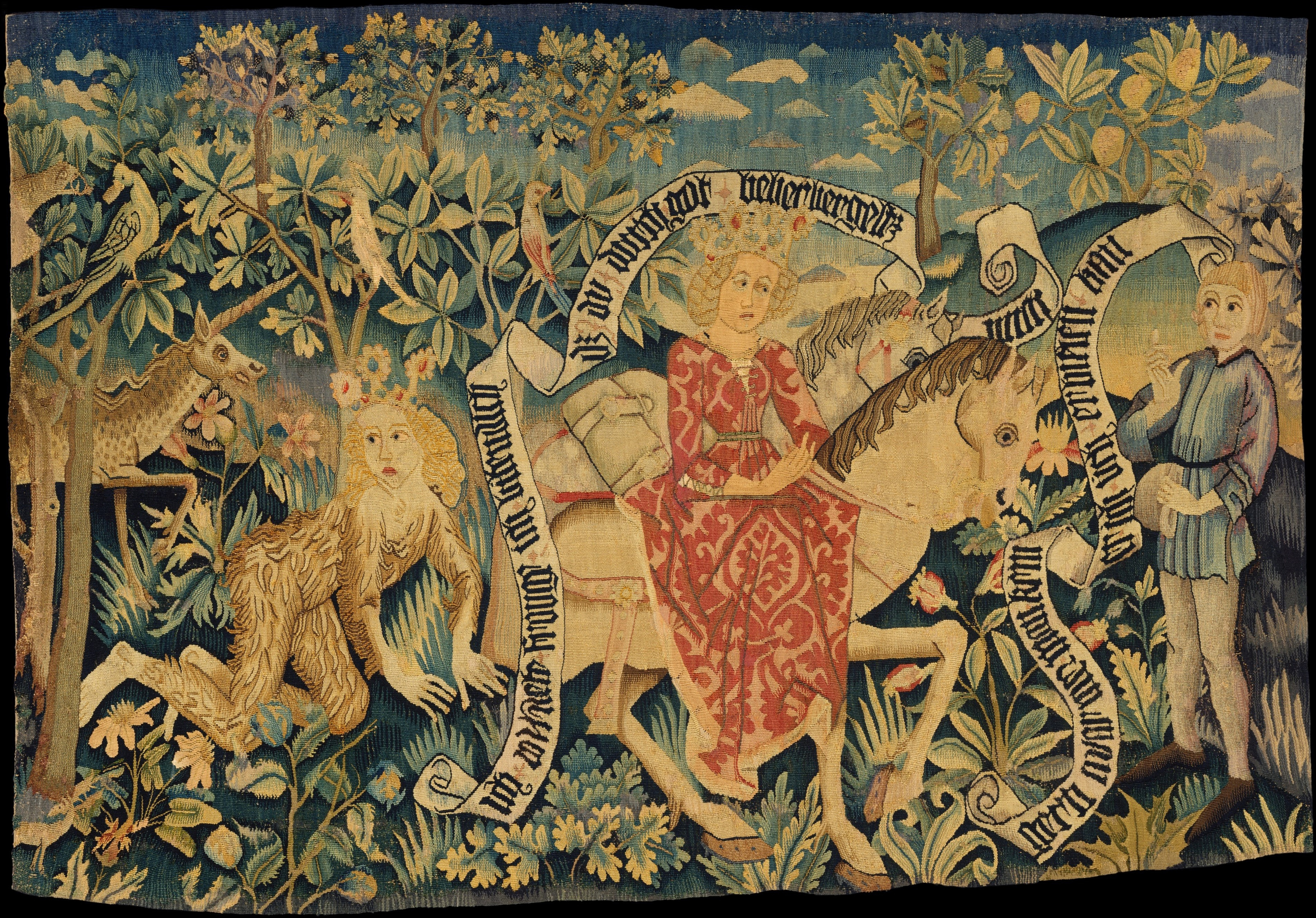
Teppichszene, Der Busant, Straßburg (1480–1490)

In der mittelhochdeutschen Versnovelle Der Busant („Der Bussard“) eines unbekannten elsässischen Autors aus dem 14. Jahrhundert vegetiert der verirrte Prinz von England verwildert im Wald. In dieser Liebesgeschichte um den Prinzen und die Königstochter von Frankreich verliert der Prinz vor Kummer den Verstand, nachdem er von seiner Geliebten getrennt wurde. Auf einer Teppichszene aus dem späten 15. Jahrhundert wird er als behaarte wilde Figur auf allen vieren kriechend dargestellt. Das Leben ohne die Geliebte wird als unmenschlich und verwildert dargestellt. Am Ende findet sich das Paar wieder und heiratet.
„Wilder Mann“ war im 19. und frühen 20. Jahrhundert die landläufige Bezeichnung für einen Straftäter, der wegen geistiger Unzurechnungsfähigkeit in eine Irrenanstalt gebracht und nicht bestraft wurde. Den Wilden Mann zu „spielen“ oder zu „markieren“ hieß, als Angeklagter eine Geisteskrankheit zu simulieren, um sich der Bestrafung zu entziehen.

### Wilde Kinder

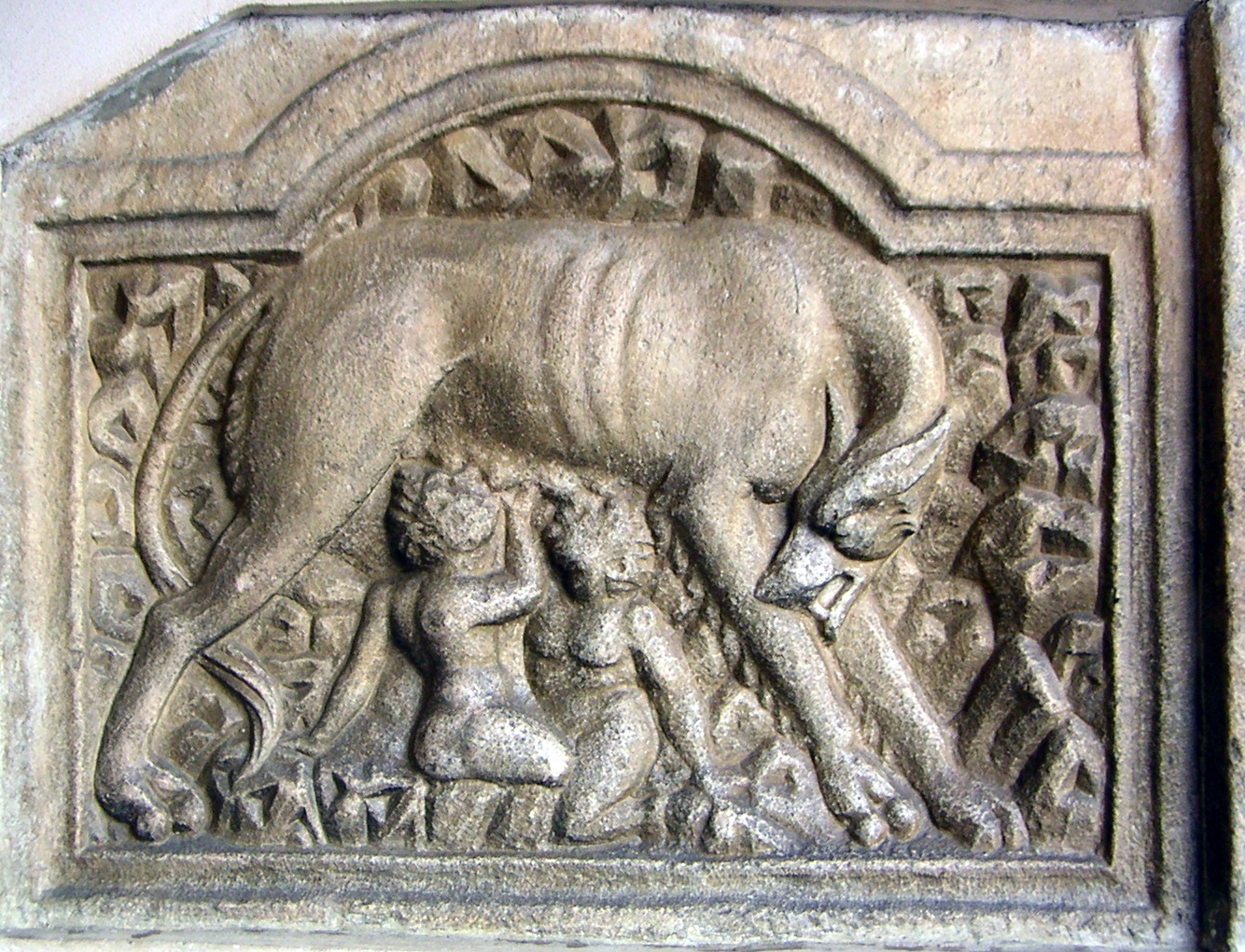
Die römische Wölfin säugt Romulus und Remus

Als Wolfskinder oder Wilde Kinder bezeichnet man Kinder, oft Findelkinder, die in jungen Jahren eine Zeit lang isoliert von Menschen aufwuchsen und deshalb in ihrem erlernten Verhalten sich von normal aufgewachsenen Kindern unterscheiden. Dabei sind Wolfskinder in seltenen Fällen von Tieren adoptiert worden und lebten bei ihnen.
Es gibt zahlreiche Geschichten und Legenden über Wolfskinder, aber die Wissenschaftler konnten bisher nur einige wenige reale Fälle studieren. Seit der Mitte des 14. Jahrhunderts sind mindestens 53 wilde Kinder gefunden worden.
In den belegten Fällen war eine Eingliederung dieser Kinder in die menschliche Gesellschaft nicht besonders erfolgreich (bspw. Victor von Aveyron, Kaspar Hauser).
Unter Missachtung dieser historischen Erfahrungen wird sagenhaften Helden oft eine Kindheit außerhalb der menschlichen Zivilisation nachgesagt, so als wenn das Voraussetzung für übermenschliche Leistungen wäre. In der Mythologie der Römer werden Romulus und Remus von einer Wölfin gesäugt, ein sehr beliebtes Motiv in der europäischen und orientalischen Sagengeschichte, denn ähnliches wird berichtet von den slowakischen Recken Waligor und Wyrwidub, vom Gründer des altpersischen Reiches, Kyros, sowie vom Sagenhelden Dietrich von Bern in der germanischen Mythologie. Auch der biblische Moses wurde eine Zeit lang im Schilfdickicht versteckt, bevor er gefunden wurde und eine besondere Erziehung genießen konnte. (Siehe auch: Die Legende der Wölfin Asena)
In der modernen Literatur gibt es sympathische Romanfiguren, die von Tieren aufgezogen wurden, aber dennoch in der menschlichen Gesellschaft ihren Mann stehen können. Zu den bekanntesten zählen Tarzan aus den Büchern von Edgar Rice Burroughs und Mowgli aus dem Dschungelbuch von Rudyard Kipling.

### Chimären Mensch/Tier
Bereits aus der Altsteinzeit gibt es Malereien und Skulpturen, die auf die Vorstellung von Zwischenstufen zwischen Mensch und Tier hinweisen.
Verwandlungen von Menschen in Wölfe (Werwolf) tauchen vielfach in der Antike auf, so im Gilgamesch-Epos, bei den Griechen, den Römern und den Skythen.
Im antiken Griechenland gab es zahlreiche Geschichten über menschlich-tierische Mischwesen. Die bekanntesten dieser Wesen sind die Satyrn, die Faune und die Kentauren, die sich alle durch tierische Körpermerkmale auszeichnen.
Isidor von Sevilla (560–646) versuchte im frühen Mittelalter diese Tiermenschen nach Missionierbarkeit zu systematisieren. Im hohen Mittelalter siedelte Albertus Magnus die Affen, Pygmäen, Hundsmenschen und die Satyrn zwischen dem Menschen und vierfüßigen Tieren an.
Als 1641 ein lebender Menschenaffe, ein Schimpanse, von Afrika nach Holland gelangte, glaubte man, das Bindeglied zwischen Mensch und Tier gefunden zu haben.
Der Arzt Georg Bauer (Georgius Agricola, 1494–1556) sammelte in erzgebirgischen Bergwerken Knochen, die der Anerkennung von Versteinerungen dienten (weitere Details siehe unter Primaten, Forschungsgeschichte).
Im Jahre 1546 betonte die Kirche auf dem Konzil von Trient ausdrücklich, dass Adam der erste Mensch war und vor ihm keine anderen von Gott geschaffenen Menschen existierten. Isaac de La Peyrère (1596–1676) bemängelte diese These und verwies darauf, dass Adams Kinder Frauen fanden. Er bediente sich der These der Präadamiten (Vormenschen, Urmenschen) als Probeschöpfung Gottes. Den behaarten Esau, den Rebekka mit einem Vormenschen gezeugt habe, sprach man, nach Edward Tyson (1650–1708), dem Homo Sylvestris zu.
Georges-Louis Leclerc de Buffon (1707–1788) gab das Alter der Erde mit 75.000 Jahren an und widersprach damit dem kirchlich errechneten Datum der Erschaffung der Welt, das bei 3000 bis 7000 v. Chr. lag. In dieser langen Zeit von 75.000 Jahren wird ein Aussterben von Lebensformen denkbar. Carl von Linné (1707–1778) vereinigte in seiner Systema Naturae 1758 die Affen und die Menschen in eine eigene Ordnung, die Primaten. Jean-Baptiste de Lamarck (1744–1821) begründete die Evolutionstheorie, der Charles Darwin (1809–1882) mit seiner Schrift On the origin of species zum Durchbruch verhalf.

### Kryptozoologie
In vielen Kulturen der Welt wird über „Hominoiden“ berichtet, die in Wald- und Berggebieten leben sollen. Zu diesen Wesen gehören zum Beispiel der Yeti, der Yeren, der Bigfoot und der Orang Pendek. Diese Wesen werden als biologisch zwischen dem Menschen und dem Affen stehend beschrieben. Ihre Existenz ist jedoch bislang unbewiesen, da die existierenden Zeugenaussagen sowie Foto- und Filmaufnahmen zu diesem Phänomen wissenschaftlich außerhalb der Kryptozoologie nicht anerkannt sind.

## Erwähnung in Texten

### Das Grundmuster
Die Figur des Wilden Mannes erscheint in verschiedenen Sagen und Märchen. Dabei fällt auf, dass sich vom antiken Sumer bis in Grimms Märchen aus dem 19. Jahrhundert eine ähnliche Dramaturgie finden lässt. Menschen, die sich aus Erwerbsgründen aus der Zivilisation in die Wildnis wagen, in der Agrargesellschaft sind das Jäger, in der frühen Neuzeit Bergleute, berichten von Beobachtungen eines Wilden Mannes (teilweise auch in Begleitung einer Wilden Frau), der nackt, stark behaart und mit übermenschlichen Kräften ausgestattet ist. Seine Gestalt ist ansonsten vollkommen menschlich, aber seine Lebensweise erinnert mehr an die eines Tieres. Normale Versuche, mit ihm in Kontakt zu treten oder ihn zu fangen, schlagen fehl. Erst besondere, bisher nicht probierte Maßnahmen führen zum Erfolg. Der Wilde Mann kommt in den Einflussbereich der zivilisierten Menschen, aber er gibt sein Geheimnis nicht preis. Es bleibt eine gewisse Enttäuschung, das Projekt läuft nicht zur völligen Zufriedenheit der Ausführenden. In den neuzeitlichen Versionen gelangen die Menschen aber durch die Überwindung des Wilden Mannes in die Verfügungsgewalt über gewaltige metallene Schätze.

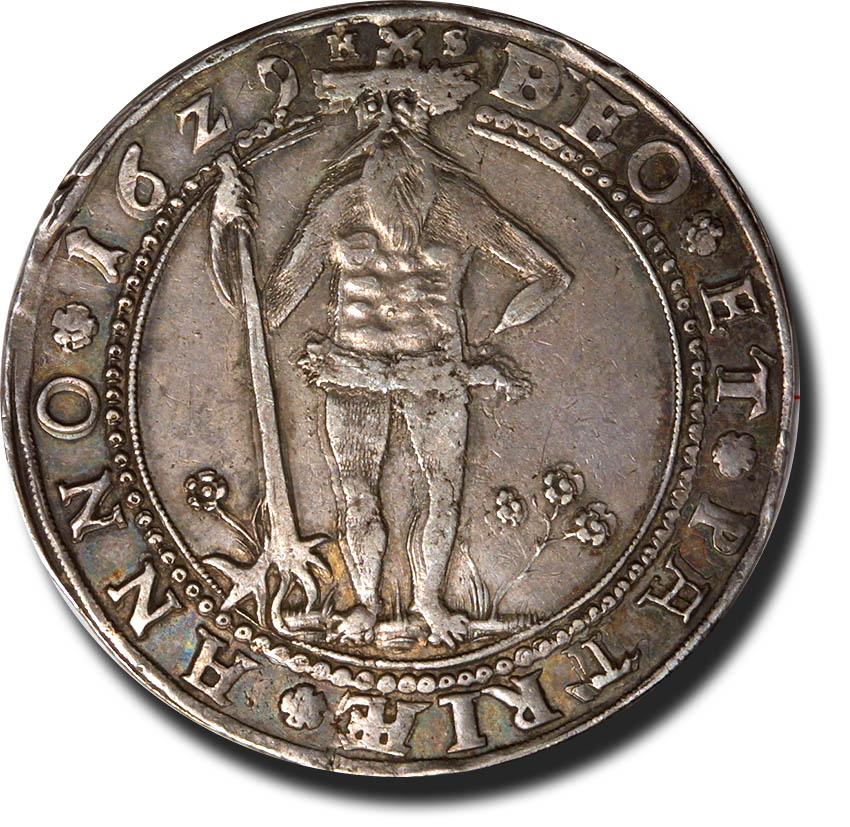
Wildemannstaler aus dem Fürstentum Braunschweig-Wolfenbüttel

Die bekanntesten Geschichten nach diesem Muster sind das antike sumerische Gilgamesch-Epos, die Harzer Sage von der Gründung der Stadt Wildemann und das Grimmsche Märchen Der Eisenhans.

### Gilgamesch
Bereits in einem der ältesten Literaturwerke der Menschheit kommt ein Wilder Mann vor. Im Gilgamesch-Epos aus dem antiken Sumer wird das Wesen Enkidu von den Göttern erschaffen, mit langen Haaren, Fell am ganzen Körper und übermenschlichen Kräften ausgestattet. Er kommt aus der unbewohnten Steppe in die Nähe menschlicher Ansiedlungen und wird von einem Jäger gesichtet, wie er mit den Antilopen grast und mit ihnen zur Tränke geht. Schließlich lässt er sich durch den Geschlechtsverkehr mit einer „Tempelhure“ zivilisieren.
Enkidu aß das Essen, bis er satt war. Er trank das Bier, sieben Krüge voll, und er ward heiter. Sein Herz frohlockte und sein Antlitz strahlte. Er wusch sich den zottigen Leib mit Wasser und salbte sich mit Öl – und wurde Mensch.

### Mittelalterliche Epik
Die Figur des Wilden Mannes kommt in der profanen Literatur des Mittelalters häufig vor, frühe Beispiele (als Schrat) schon in althochdeutschen Glossen, seit dem 11. Jahrhundert, hier bei Burchard von Worms erstmals die Wilde Frau, dann verstärkt im 14. und abklingend seit dem 15. Jahrhundert. Heinrich von Hesler beschreibt sie als Menschen, die in Wälder, Gewässern, Höhlen und Gebirgen wohnen, bei Chrétien de Troyes, in „Le Chevalier au Lion ou le roman d'Yvain“, um 1170, wandelt sich der ritterliche Titelheld vorübergehend in einen Wilden Mann, und kann erst von der Dame seines Herzens „geheilt“ werden, Hartmann von Aue beschreibt ihn in Iwein als riesigen Mohren, im Artusroman Wigalois wird eine Wilde Frau beschrieben. Auch in anderen höfischen Romanen bilden die Wilden Leute mit ihrer rauhen, ungezügelten Art eine Gegenwelt zum höfischen Leben.

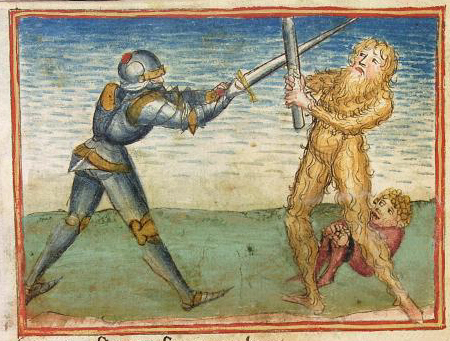
Cod. Pal. germ. 67, Blatt 19r (Ausschnitt) – Dietrich im Kampf mit dem Wilden Mann. Zu Füßen des Wilden Mannes der Zwerg Baldung (Werkstatt des Ludwig Henfflin, um 1470)

In den mittelalterlichen Epen vom Helden Dietrich von Bern wird berichtet, wie der Held mit verschiedenen Sagenfiguren – Riesen und Drachen – kämpft. In der Erzählung Der jüngere Siegenot trifft er auch auf einen Wilden Mann, der einen Zwerg gefangen hat. Der Zwerg ruft Dietrich um Hilfe, denn er befürchtet, dass der Wilde Mann ihn töten will. Dabei bezeichnet er ihn als tiufel (neuhochdeutsch: „Teufel“). Dietrich kämpft gegen den Wilden Mann, aber sein Schwert kann dessen fellartige Behaarung, die wie eine Rüstung wirkt, nicht durchdringen. Dann versucht er, den Wilden Mann zu erwürgen, was auch nicht gelingt. Schließlich kann er ihn mittels eines Zaubers, der ihm vom Zwerg zur Verfügung gestellt wird, bezwingen. Es stellt sich heraus, dass der Wilde Mann sprechen kann. Bereitwillig gibt er Dietrich weitere Tipps, die ihm helfen sollen, seinen Erzfeind, den Riesen Siegenot, zu überwinden.

### Im Harz
Die Sage vom Wilden Mann spielt auch bei der Namensgebung der Oberharzer Bergbaustadt Wildemann eine wichtige Rolle. Die Stadt wurde 1529 von Bergleuten aus dem Erzgebirge gegründet, die den Auftrag hatten, für die Welfenherzöge den Bergbau im Harz in größerem Stil wiederaufzunehmen. Der Sage nach sichteten sie beim Vordringen in das unwirtliche Innerstetal einen Wilden Mann, der mit einer Wilden Frau zusammenlebte. Seine Spuren befanden sich gerade dort, wo die größten Erzvorkommen lagerten (vgl. Bergwerksdämon). Versuche, ihn zu fangen, schlugen fehl. Auch reagierte er nicht auf Zurufe. Schließlich beschoss man ihn mit Pfeilen, was ihn so verletzte, dass er gefangen werden konnte. In Gefangenschaft sprach er nicht und ließ sich auch nicht zum Arbeiten bewegen, er schien sich nur für die Lagerstätten des Erzes zu interessieren. Als man beschloss, ihn dem Herzog vorzuführen, starb er an seinen Schussverletzungen. Am Ort, wo der Wilde Mann gefangen worden war, fand man große Silbervorkommen, die Stadt Wildemann wurde gegründet. Das Stadtwappen zeigt den Wilden Mann mit einem Sachsenross, einem von den Welfen viel verwendeten Wappenmotiv.

### William Shakespeare
Shakespeare bezog sich mit der Figur des halb menschlichen, halb tierischen Insulaners Caliban im Schauspiel Der Sturm auf den Typus des Wilden Mannes.

### Giovanni Battista Basile
Der Neapolitaner Giovanni Battista Basile (1575–1632) stellte in seiner Märchensammlung Pentameron Geschichten und teilweise schon antike Märchen zusammen. Aus dieser Märchensammlung stammt Lo Cunto de’l’Uerco (1634–1636), das von Felix Liebrecht mit dem Titel Der wilde Mann übersetzt wurde. Diese Geschichte ist ein Vorläufer des 200 Jahre später erschienen Märchens Tischlein deck dich (mittlerweile ohne Wilden Mann) der Brüder Grimm.

### Grimmelshausen
Im 18. Kapitel Der wilde Mann kommt mit großem Glück und vielem Geld wiederum auf freien Fuß des Schelmenstückes Der abenteuerliche Simplicissimus von Hans Jakob Christoffel von Grimmelshausen von 1668 wird der nach Jerusalem pilgernde Protagonist Simplicius in Ägypten von arabischen Räubern gefangen genommen. Die Räuber nehmen dem langhaarigen, bärtigen und barfüßigen Simplicius die Kleidung weg und bekleiden ihn „um die Scham mit einer schönen Art Moos“.
[…] solchergestalt führten sie mich als einen wilden Mann in den Flecken und Städten am Roten Meer herum und ließen mich um Geld sehen, mit Vorgeben, sie hätten mich in Arabia deserta fern von aller menschlichen Wohnung gefunden und gefangen bekommen.
In einer größeren Handelsstadt hört Simplicius unter den Zuschauern verschiedene europäische Sprachen und offenbart sich den Zuschauern. Beamte aus Alkayr (Kairo) erkennen Simplicius wieder. Der in der Stadt weilende Bassa (Pascha) verurteilt die Räuber und entlässt Simplicius in die Freiheit.

### Musäus
Zu Beginn des Märchens Der Schatzgräber, das Johann Karl August Musäus 1787 veröffentlichte, weist der wilde Mann einem armen Schäfersjungen einen vergrabenen Schatz, den er 700 Jahre hütete. Der Autor nennt ihn den „Berggeist des Harzes“.

### Brüder Grimm

#### „De wilde Mann“
In den früheren Ausgaben der Grimmschen Märchen ab 1815 ist die niederdeutsche Geschichte De wilde Mann enthalten, in der der Wilde Mann sich aufgrund einer Verwünschung wie ein Tier verhält.
„Et was emoel en wilden Mann, de was verwünsket, un genk bie de Bueren in den Goren, un in’t Korn, un moek alles to Schande. Do klagden se an eeren Gutsheeren se können eere Pacht nig mehr betalen, un do leit de Gutsheer alle Jägers bie ene kummen: we dat Dier fangen könne, de soll ’ne graute Belohnung hebben.“
Hochdeutsch: „Es war einmal ein wilder Mann, der war verwunschen und ging zu den Bauern in den Garten und ins Korn und machte alles zu Schanden. Da beklagten sie sich bei ihrem Gutsherren, sie könnten ihre Pacht nicht mehr bezahlen, und da ließ der Gutsherr alle Jäger zu sich kommen: Wer das Tier fangen könne, der soll eine große Belohnung bekommen.“
Ein alter Jäger macht das „Tier“ schließlich mit Alkohol betrunken, so dass es sich leicht einfangen lässt, und bringt es zum Herrn.
Diese frühe, urtümliche Version wird aber im Laufe der Zeit von den Brüdern literarisch überarbeitet. In der letzten Version von 1856/1857 kommt die niederdeutsche Geschichte nicht mehr vor. Stattdessen enthält die Märchensammlung ab 1850 die Geschichte Der Eisenhans.

#### „Der Eisenhans“
In dem Märchen Der Eisenhans schickt ein König mehrere Jäger in einen wildreichen Wald zur Jagd, aber keiner kommt jemals zurück. Keiner seiner Jäger kann der Sache auf den Grund gehen, bis ein fremder Jäger kommt, der im Wald sieht, wie sein Hund von einer menschlichen Hand in einen Tümpel gezogen wird. Der Jäger lässt den Tümpel ausschöpfen, wo ein Wilder Mann zum Vorschein kommt, der sich jetzt offensichtlich ohne Widerstand fesseln lässt. Im Märchentext wird er folgendermaßen beschrieben:
[…] ein wilder Mann, der braun am Leib war wie rostiges Eisen und dem die Haare über das Gesicht bis zu den Knien herabhingen.
Der Wilde Mann wird ins königliche Schloss gebracht und eingesperrt, aber durch eine Unbotmäßigkeit des achtjährigen Königssohnes wieder befreit. Aus Angst vor Strafe geht der Königssohn mit dem Wilden Mann in den Wald, denn dieser verspricht ihm:
Vater und Mutter siehst du nicht wieder, aber ich will dich bei mir behalten, denn du hast mich befreit, und ich habe Mitleid mit dir. Wenn du alles tust, was ich dir sage, so sollst du's gut haben. Schätze und Gold habe ich genug und mehr als jemand in der Welt.
Tatsächlich verfügt der Wilde Mann über einen Brunnen, der alles, was in ihn fällt, zu Gold werden lässt. Im kristallklaren Wasser des Brunnens sieht man von Zeit zu Zeit einen goldenen Fisch oder eine goldene Schlange. Der Junge erhält die Aufgabe, diesen Brunnen vor Verunreinigungen zu schützen, was ihm aber mehrfach misslingt. Daraufhin schickt ihn der Wilde Mann fort, verspricht aber, ihm auf seinem weiteren Lebensweg zu helfen.
Der Junge tritt in die Dienste eines anderen Königs und vollbringt tatsächlich mit Hilfe des Wilden Mannes derartige Heldentaten, dass er am Ende die Prinzessin heiraten darf. Bei der Hochzeit erscheint der Wilde Mann in Gestalt eines weiteren Königs und erklärt:
Ich bin der Eisenhans und war in einen wilden Mann verwünscht, aber du hast mich erlöst. Alle Schätze, die ich besitze, die sollen dein Eigentum sein.

### Goethe
Johann Wolfgang von Goethe gibt in seinem Werk Faust. Der Tragödie zweiter Teil, erschienen posthum 1832, in den Versen 1240 bis 1247 unter der Überschrift RIESEN eine Beschreibung der Wilden Männer ab:
RIESEN
Die wilden Männer sind s’ genannt,
Am Harzgebirge wohlbekannt;
Natürlich nackt in aller Kraft,
Sie kommen sämtlich riesenhaft.
Den Fichtenstamm in rechter Hand
Und um den Leib ein wulstig Band,
Den derbsten Schurz von Zweig und Blatt,
Leibwacht, wie der Papst nicht hat.
Neben anderen Wesen aus dem Sagenkreis tritt der Wilde Mann als Vetter des hellenischen Hirtengotts Pan auf.

## Bildliche Darstellungen

### Christliche Ikonographie
Im kirchlichen Bereich kommen die Wilden Leute naturgemäß eher am Rande als im Zentrum der christlichen Bilderwelt vor, also eher in der äußeren Bauplastik der Kirchen, an Chorgestühlen oder Grabdenkmälern.

### Mittelalterliche Buchmalerei und frühe Drucke
Zahlreiche höfische Epen, auch Chroniken, moralisierende Schriften, Reise- und Weltbeschreibungen, illustrieren das Fremde, Unzivilisierte und Ungezügelte mit Wilden Leuten. In sakralen Handschriften sind sie in die Randverzierungen und Initialen verbannt.

### Profane Bauzier
In der Wandmalerei öffentlicher Gebäude des Mittelalters kamen Wilde Männer wohl häufig vor, sind aber weitgehend verloren gegangen. In einigen Städten stehen Statuen von Wilden Männern als Brunnenfiguren, so auf der bronzenen Fontaine d'Amboise von 1515 in Clermont-Ferrand, am Lammbrunnen in Nürtingen oder am „Wilder-Mann-Brunnen“ in Salzburg (um 1620).

### Wandteppiche
Im 15. Jahrhundert blühte im Elsass und in der Schweiz, besonders in den oberrheinischen Reichsstädten Basel und Straßburg eine eigenständige Produktion von Bildteppichen. Auftraggeber der größtenteils profanen Wandteppiche waren Adelige und wohlhabende Bürger, die mit den Wirkereien ihre spätgotischen Wohnsitze verschönerten und so den Burgunderherzögen nacheiferten. Die Hauptthemen auf den Teppichen waren die Liebe und die Treue. Als Bedingung der reinen Liebe zwischen Mann und Frau und als Bedingung für ein gottgefälliges Leben galt dem Menschen des Spätmittelalters die Bezähmung der wilden Triebe und ungestümen Neigungen. Paare durften sich nach dem alten Ritterideal erst in Liebe begegnen, nachdem sie ihre Wildheit bezähmt hatten. Dieses Ideal zeigt sich auf Bildteppichen, wenn höfische und wilde Leute an Jagden teilnehmen, Fabelwesen bezwingen oder als Paar agieren.
In einem Basler Wandbehang (s. o.) von 1470/1480 mit dem Titel Tugendreiche Dame zähmt Wildmann hält eine elegante, ruhig sitzende junge Dame einen, an einen eisernen Fußring geketteten, bärtigen Wildmann. Der Wildmann versucht vergeblich zu entkommen, erkennt jedoch seine Bestimmung, hebt seine linke Hand, und wendet seinen Kopf zurück zu der schönen Frau mit den Worten: Ich will iemer wesen wild bisz mich zemt ein frouwen bild („Nie mehr will ich’s treiben wild, wenn mich zähmt ein weiblich Bild.“). Die junge Frau ermutigt: ich truw ich wel dich zemen wol als ich billich sol („Ich trau mich dich zu zähmen wohl, so gut und billig als ich soll.“). Durch die Liebe der tugendreichen Dame wird der Mann gezähmt. In den Spruchbändern belegen beide Figuren, dass ungezähmte Wildheit nur durch ein gegenseitiges Versprechen bezwungen werden kann. Als Zeichen der Zähmung dient die Eisenkette, sie liegt locker in der Hand der Dame, da die Wildheit des Mannes nicht durch einen Kraftakt überwunden werden soll, sondern durch die Liebe und Treue der Frau.

### Heraldik

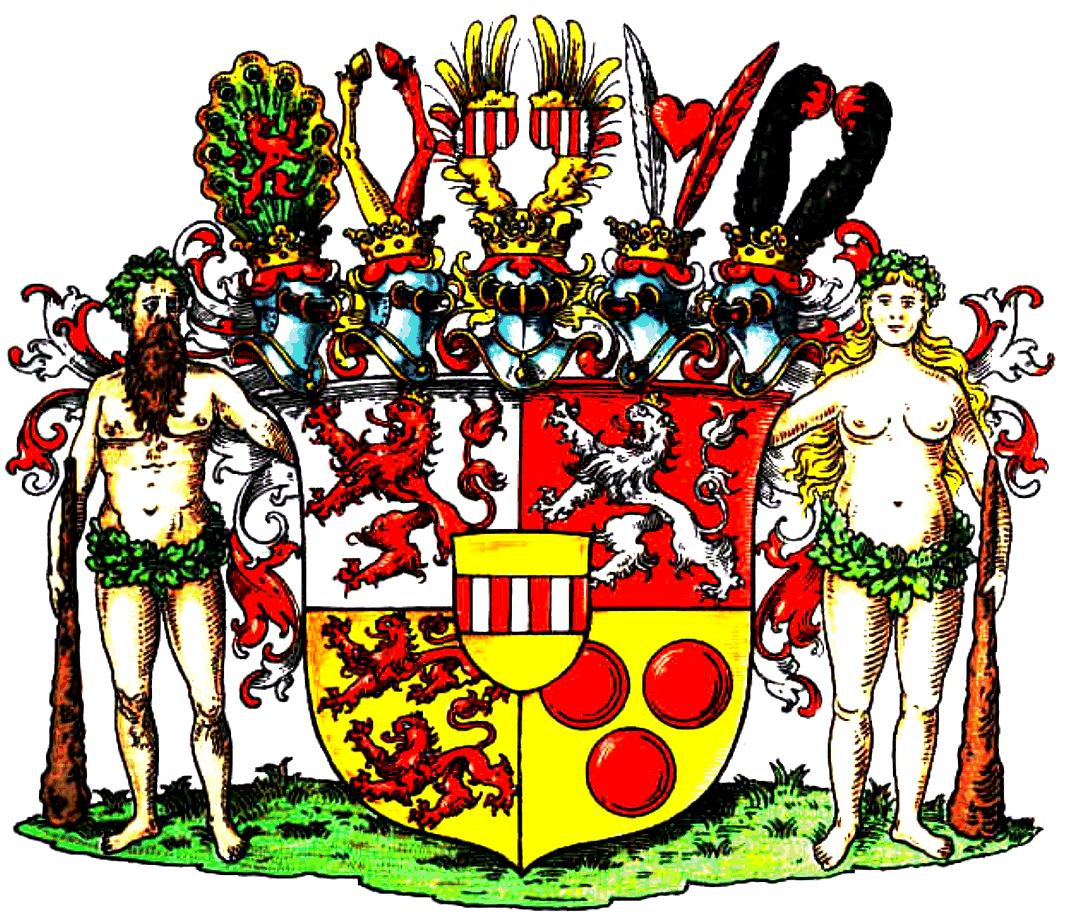
Wilde Frau im Wappen der Grafen von Limburg-Stirum

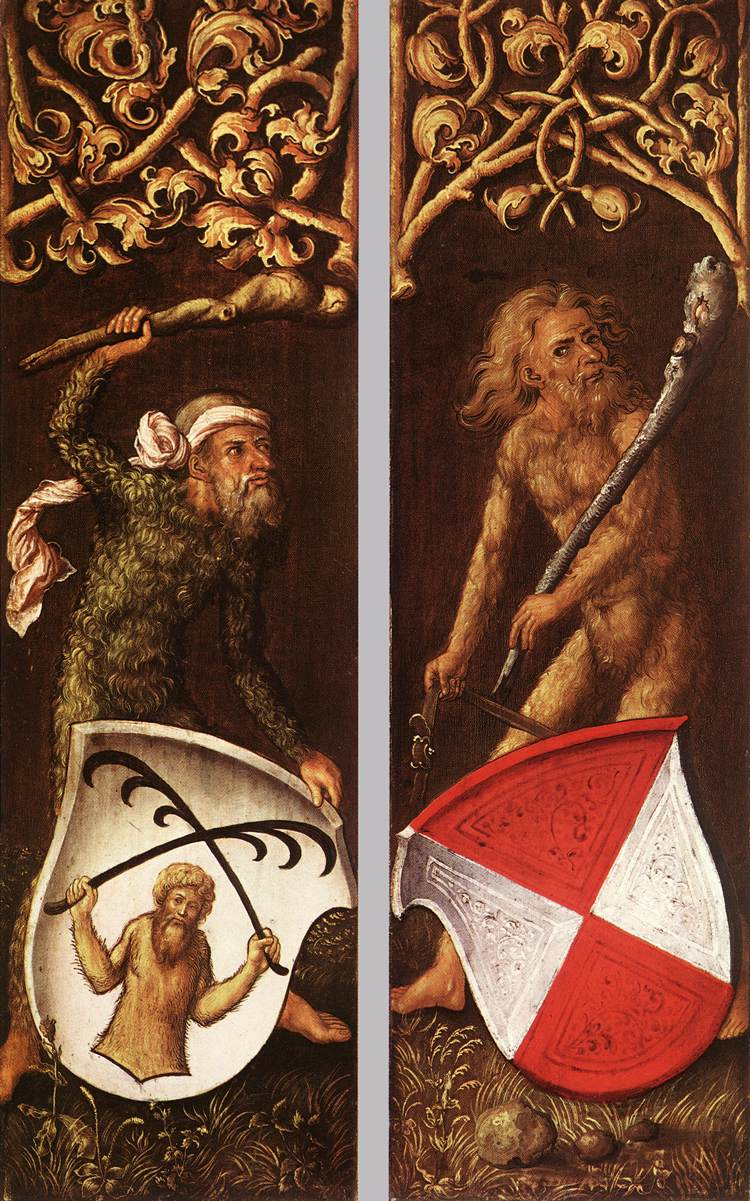
„Wilder Mann und Wappen des Oswolt Krel“, Albrecht Dürer, 1499, Triptychon, beide seitlichen Tafeln 50 × 16 cm, Öl auf Holz, Alte Pinakothek München

Darstellungen von Wilden Männern (teilweise und vergleichsweise selten auch von Wilden Frauen) werden seit der frühen Neuzeit auch in Wappen verwendet, so als gemeine Figur oder als Schildhalter. Wilde Männer im Wappen sind im deutschen Mittelgebirge ein starkes Indiz für Bergbau, in alpenländischen Regionen stehen sie oft für eine lokale Sagengestalt.
Im 15. Jahrhundert tauchen die ersten Wilden Männer als Schildhalter auf, wobei sie als vollkommen behaarte, keuleschwingende Wesen im Laufen dargestellt werden – der Wappenschild an einem Riemen um den Hals gehängt. Behaart sind neben dem Körper auch die Hände und Füße, bei Wilden Frauen auch die Brüste. Im 16. Jahrhundert ändert sich die Darstellungsweise: Der Wilde Mann wird als erwachsene, unbekleidete, männliche Person präsentiert, mit deutlich weniger Körperbehaarung, aber ungepflegtem Haarwuchs am Kopf und mit einem ungeschnittenen Bart. Um den Kopf und um die Lenden sind oft belaubte (Eichen-)Zweige geschlungen (Laubkränzel). In der Hand trägt die Figur einen groben Knüppel, einen großen Ast, eine Standarte oder gar einen kleinen ausgerissenen Baum, so in Grabs. Diese Darstellungsweise ist bis heute üblich. Das Wappen der Stadt Naila zeigt demgegenüber einen Wilden Mann mit goldener Keule.
Sämtliche der zwölf preußischen Provinzen zeigten nach einem Erlass des Preußischen Staatsministeriums vom 28. Februar 1881 in ihrem „Großen Wappen“ einheitlich einen Wilden Mann und einen Ritter als Schildhalter. Der Wilde Mann hält dabei in der rechten Hand immer eine Lanze mit einem Wimpel, darauf das kleine Wappen Preußens, der Ritter zeigt auf gleiche Weise das historische Wappen der jeweiligen Provinz. Beim Mittleren Wappen sind demgegenüber zwei Wilde Männer schildhaltend abgebildet. Auf den Großen Wappen der Fürstentümer Schwarzburg-Sondershausen und Schwarzburg-Rudolstadt waren je ein Wilder Mann und eine Wilde Frau als Schildhalter zu sehen.
Auch in Bergen op Zoom, Coevorden, ’s-Hertogenbosch oder Kortrijk führen jeweils zwei Männer Keulen.
Ein Wilder Mann (Vildmann) ist heute noch auf den Wappen der finnischen Provinz Lappland und der schwedischen Landschaft Lappland zu sehen. In Hertmannsweiler handelt es sich um ein redendes Wappen.
Im großen Reichswappen, dem Königswappen von Dänemark, dienen zwei Wilde Männer als Schildhalter. Dies ist auch in Havelte oder Veere (Niederlande) der Fall.

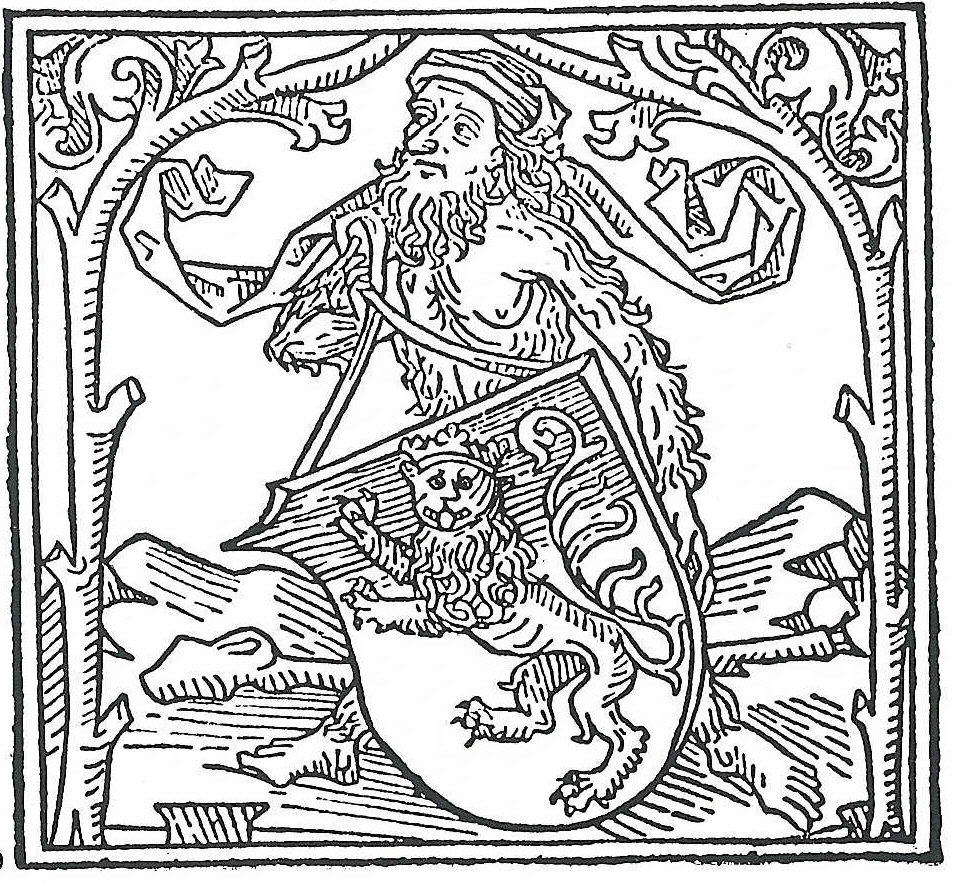
1477: Mit umgehängtem Wappen
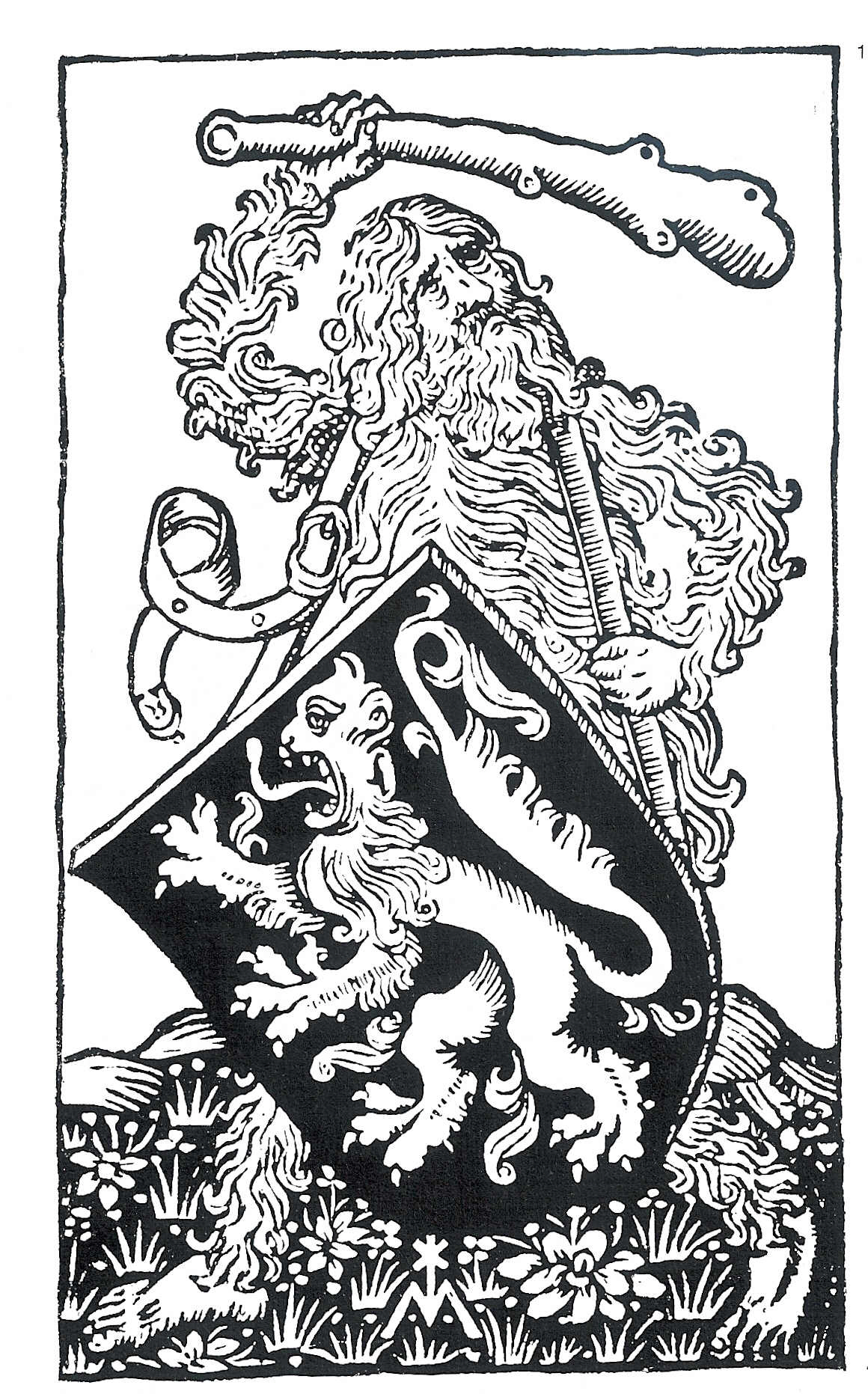
1487: Mit umgehängtem Wappen
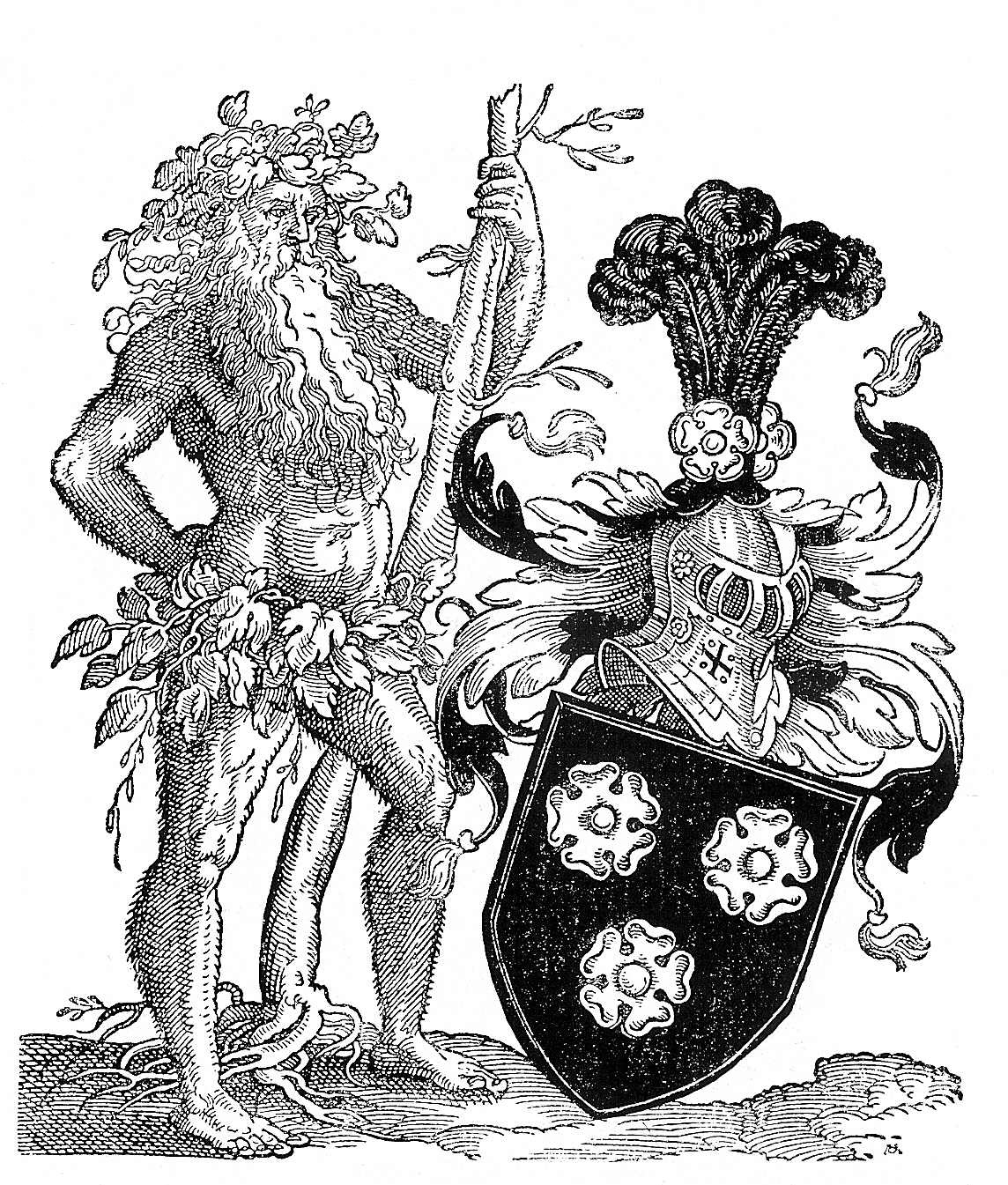
1589: Wappen der Frankfurter Holzhausen
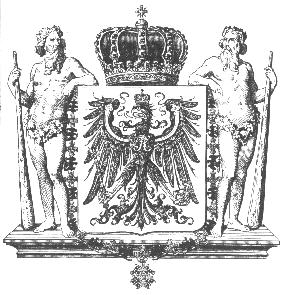
1701: Wappen des Königreichs Preußen
1863–1924: Wappen des Königreichs Griechenland, griechische Version als Herakles, mit Löwenfell
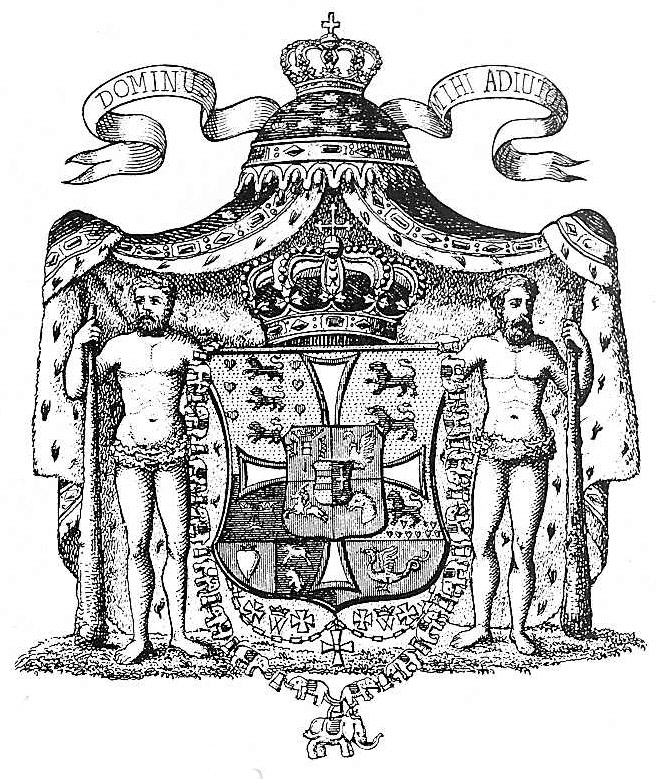
1850: Wappen des Königreichs Dänemark
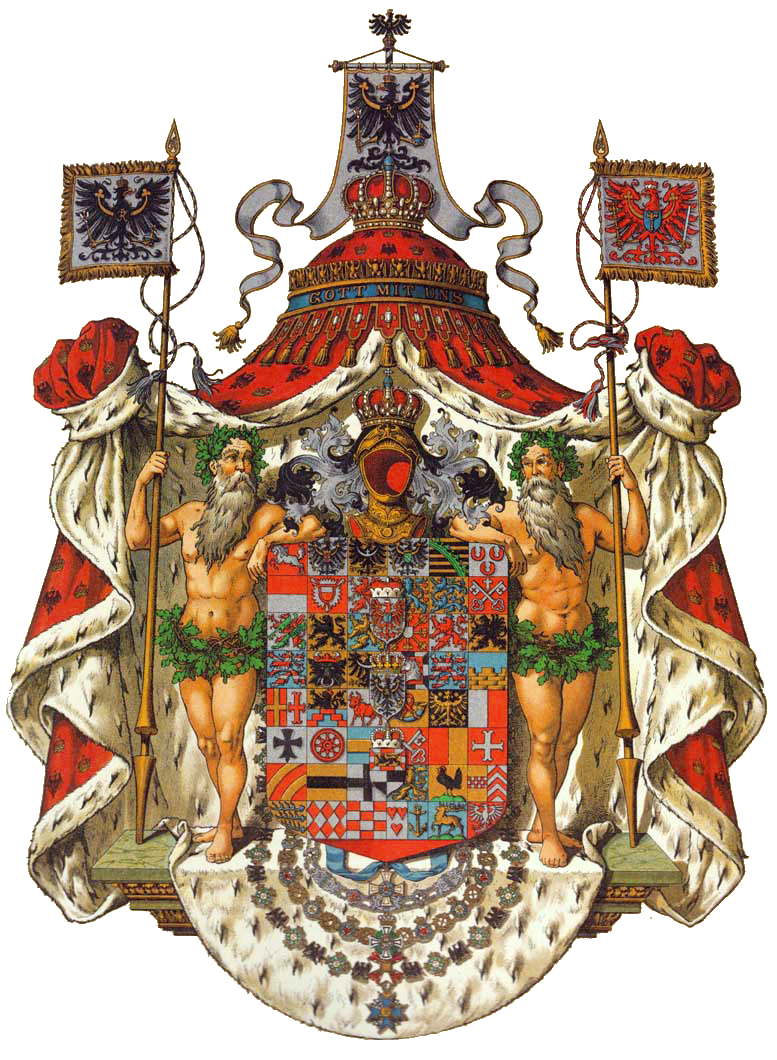
1897: Wilhelm II. König von Preußen
1936–1973: Wappen des Königreichs Griechenland
1947: Wappen des Duke of Edinburgh, mit Löwenfell, aber der Kopf bekränzt
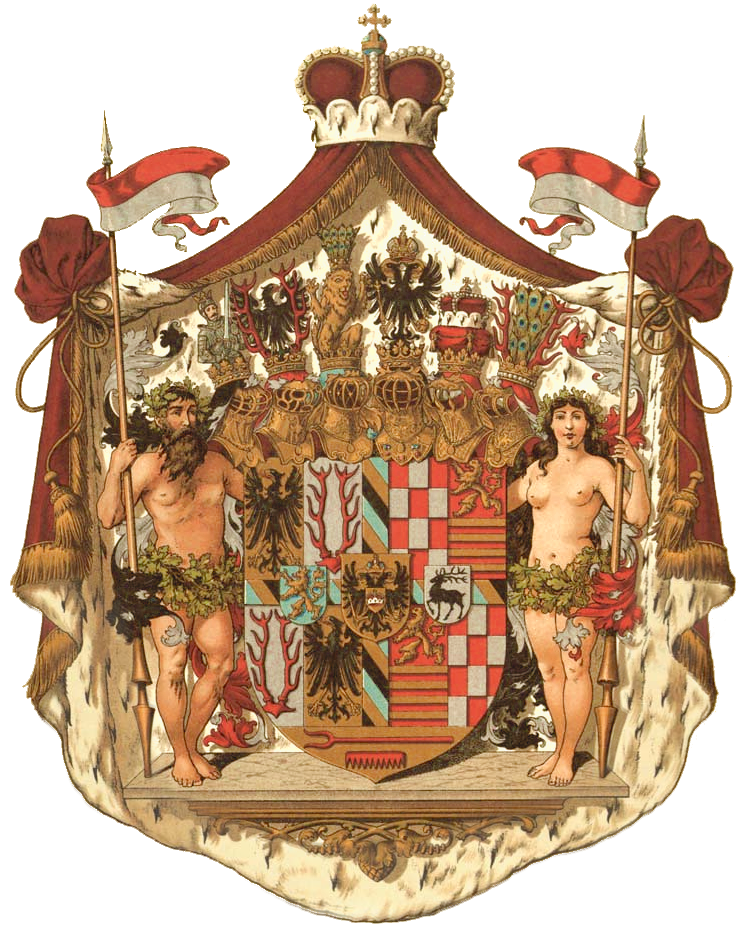
1697–1918: Wappen des Fürstentums Schwarzburg-Sondershausen, links mit weiblichem Pendant
1871–1918: Großes Wappen des Deutschen Kaisers

| Familienwappen Wilde Männer auf Familienwappen können als Allegorie für vieles stehen, etwa Kraft, Ungezügeltheit, Wildheit, Naturverbundenheit oder Einsamkeit. Die Figur kann auch ein Hinweis auf die Herkunft der Familie, als Bewohner von sehr waldigen Gebieten – mit oder ohne lokaler Sagengestalt – sein. Da bei einem Wappenentwurf ein „redendes Wappen“ empfohlen wird, kann das Wappen auch auf Familiennamen wie beispielsweise Waldmann, Waldemann, Wildmann oder Wildermann schließen lassen. Die Zumessung und Deutung einzelner Symbole oder Figuren des Wappens unterliegt jedoch dem jeweiligen Wappenstifter, so sind grundlegende Aussagen kaum möglich. Auf Familien- oder persönlichen Wappen Mittel- und Nordeuropas erscheint der Wilde Mann auch über dem Helm als Helmzier im „Oberwappen“ (Helm, Helmdecke, Helmkrone, Helmzier) – meist als Wiederholung des Schildinhalts oder aber nur zum Schmuck des Helmes. Rechts: Familienwappen Westermann, Familienwappen Barchmann, Familienwappen von Dachröden. | Familienwappen Westermann · Familienwappen Barchmann · Familienwappen von Dachröden |

| Stadt- und Gemeindewappen obere Reihe: - Wappen (1548) von Wildemann im Harz - Wappen (1454) von Naila im Frankenwald - Wappen von Bad Muskau früher Muskau, Sachsen, sorbisch: Mužakow, von muž, „Mann“ - Wappen (1894) von Bad Harzburg im Harz - Wappen von Großbreitenbach in Thüringen, Wilder Mann mit kompliziertem Schloss und Schlüssel - Wappen (1855) von Gehren in Thüringen untere Reihe: - Wappen von Wildon in der Steiermark - Wappen von Saas im Prättigau im Bündnerland - Wappen von Klosters-Serneus im Bündnerland - Wappen von Nidzica (Neidenburg) in Ostpreußen - Wappen von Prabuty (Riesenburg) in Westpreußen - Wappen von Lappeenranta in Finnland | Wildemann · Naila · Bad Muskau · Bad Harzburg · Großbreitenbach · Gehren · Wildon · Saas im Prättigau · Klosters-Serneus · Nidzica (Neidenburg) · Prabuty (Riesenburg) · Lappeenranta |

### Münzen

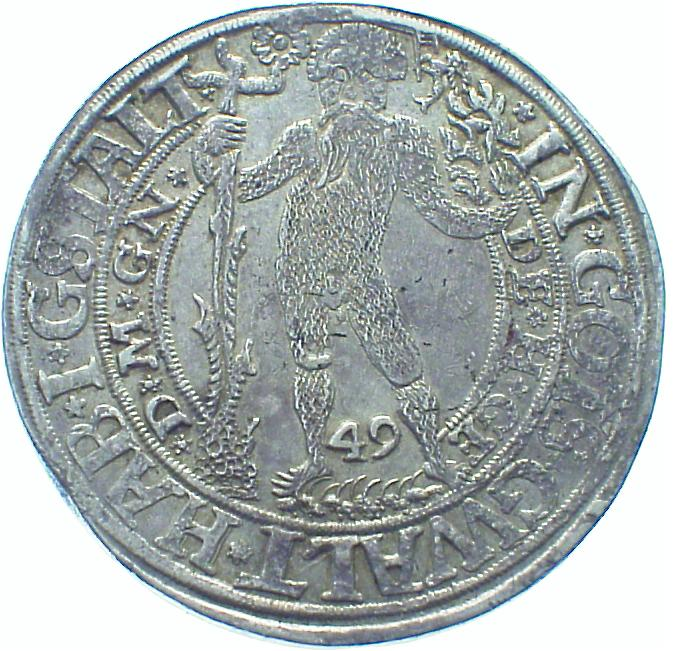
1549: Braunschweig Wolfenbüttel, Taler

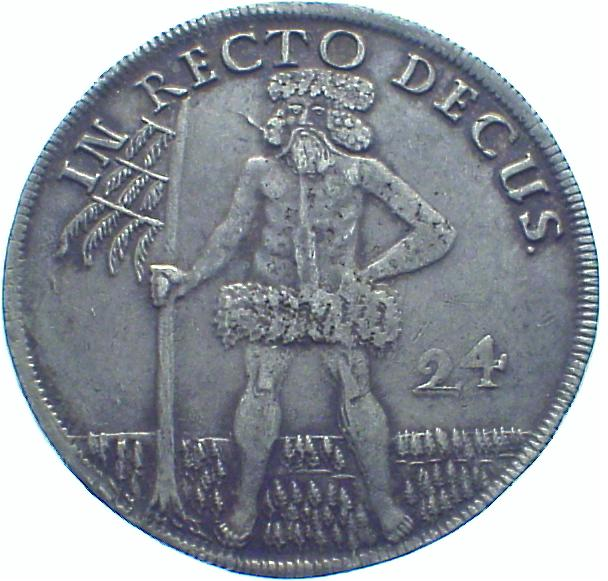
1699: 24 Mariengroschen

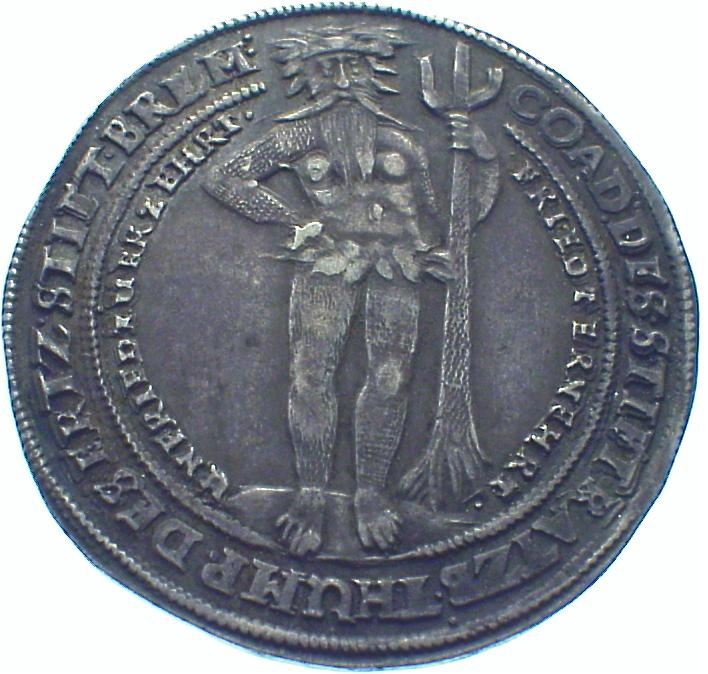
Um 1645: Braunschweig Lüneburg Celle, Taler ohne Jahr

Durch die Silber- und Erzgewinnung im Harzer Bergbau, die Umwandlung des Erzes in Edelmetall und schließlich die Münzherstellung gelangte die Figur des Wilden Mannes als Münzbild (Wildemannstaler) auf zahlreiche Löser (Schaumünzen mit dem vielfachen Wert eines Talers, Juliuslöser), Taler, Pfennigstücke und Mariengroschen. Den Regenten des Welfenhauses, den Herzögen von Braunschweig-Lüneburg, dabei vor allem den Fürsten von Braunschweig-Wolfenbüttel, diente das Motiv als Symbol für den Harz.

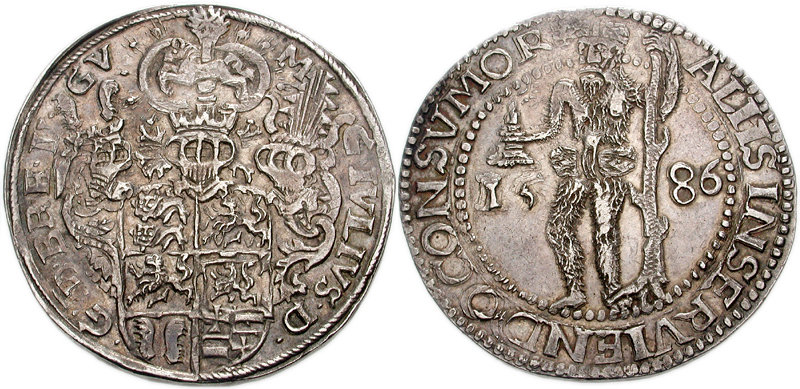
Lichttaler von 1586

Im Jahre 1539 ließ Herzog Heinrich der Jüngere von Braunschweig-Wolfenbüttel als Erster Taler mit dem Motiv des Wilden Mannes in der Münzstätte Riechenberg prägen, um die gleichnamige Grube zu würdigen. Das Motiv war schnell beliebt, und 1557 folgte Herzog Erich der Jüngere im Fürstentum Calenberg mit eigenen Prägungen.

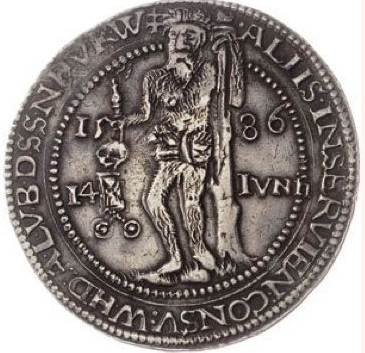
Brillenmünze

Abgebildet wurden die Figuren als behaarte, lendenbeschürzte, bekränzte Riesen, mit einem Baum in der Hand bewaffnet. Für zwei Jahrhunderte, bis zum Ende des 18. Jahrhunderts, fand der Wilde Mann auf welfischen Münzen Verbreitung, oft wurde der Wilde Mann als alleiniges Bild verwendet, selten zwei Wilde Männer.
Der Lichttaler des Herzogs Julius von Braunschweig-Wolfenbüttel zeigt den Wilden Mann mit einem Baumstamm in der linken und einem brennenden Licht der rechten Hand. Das brennende Licht auf seinen Lichttalern, das sich verzehrt, passt zum Wahlspruch des Herzogs Aliis inserviendo consumor („Im Dienste anderer verzehre ich mich“). Sein Wahlspruch ist auch auf seinen Brillenmünzen präsent, die ebenfalls den Wilden Mann zeigen, jedoch mit dem Unterschied, dass der Wilde Mann in der rechten Hand ein Licht hält, an dem ein Totenkopf, eine Sanduhr und eine Brille hängen. Mit Totenkopf und Sanduhr wird die Vergänglichkeit aller irdischen Güter symbolisiert.
Der „Hausknechtstaler“ des Herzogs August des Jüngeren von Braunschweig-Lüneburg von 1665 mit einem Wilden Mann, der quer vor sich einen Baum hält, ließ die Bürger spotten: „Der wilde Mann fegt für den Herzog den Wald“.
Für die Linien Lüneburg und Wolfenbüttel differenzierte sich die Darstellung der Figur derart, dass der Wilde Mann der Linie Lüneburg (seit 1692 Kurfürstentum Hannover) den Baum in der rechten, der Wilde Mann der Linie Wolfenbüttel den Baum in der linken Hand hält. Ende des 18. Jahrhunderts erfolgten 1789 unter Carl Wilhelm Ferdinand von Braunschweig-Wolfenbüttel und 1804 im Kurfürstentum Hannover (Kupferpfennige) die letzten Prägungen mit einzelnen Wilden Männern auf der Münzseite.
Auf preußischen Talern wurden zwischen 1790 und 1809 zwei Wilde Männer als Schildhalter geprägt. Auf Münzen von Schwarzenburg und Dänemark sind teilweise auch Wilde Frauen zu sehen.

## Figur auf Festen und Umzügen und im Brauchtum
Maskeraden und Tänze waren an den Höfen von Herrschern verbreitet und im Volk bekannt. Bei einem sogenannten Charivari, der im Jahr 1393 von dem französischen König Karl VI. anlässlich einer Hochzeit veranstaltet wurde, verkleideten sich der junge Monarch und vier seiner Höflinge mittels Pech, Federn und Werg als Wilde Männer und ketteten sich aneinander. Als der Herzog Ludwig von Orléans, Bruder des Königs, sich ihnen mit einer Fackel näherte, fing einer der Höflinge Feuer und übertrug die Flammen auf den König und die drei weiteren Höflinge. Der König konnte dank der Geistesgegenwart seiner Tante, der Herzogin von Berry, die dessen brennende Kleidung mit ihren Gewändern erstickte, dem Flammentod entrinnen. Die vier anderen Opfer erlagen ihren Verletzungen. Die Veranstaltung ging als Bal des Ardents („Ball der Brennenden“, „Ball der Glühenden“) in die Geschichte ein. Auf bildlichen Darstellungen sind als Wildmänner verkleidete Menschen stets an ihrem Schuhwerk zu erkennen.

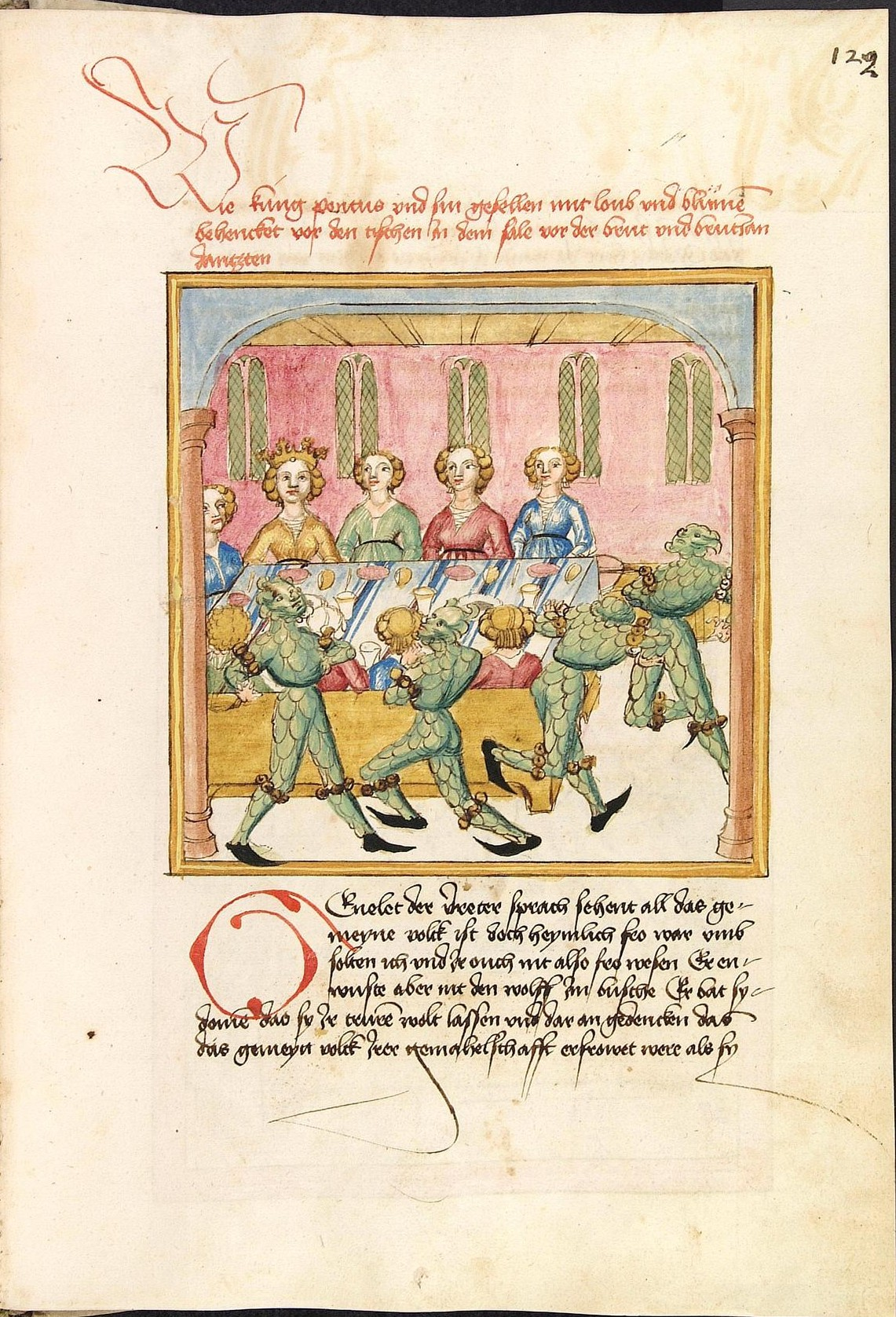
Cod. Pal. germ. 142, Blatt 122r – Tanzende Adlige als Wildmänner verkleidet, mittelalterliche Buchmalerei aus der Werkstatt des Ludwig Henfflin, um 1475

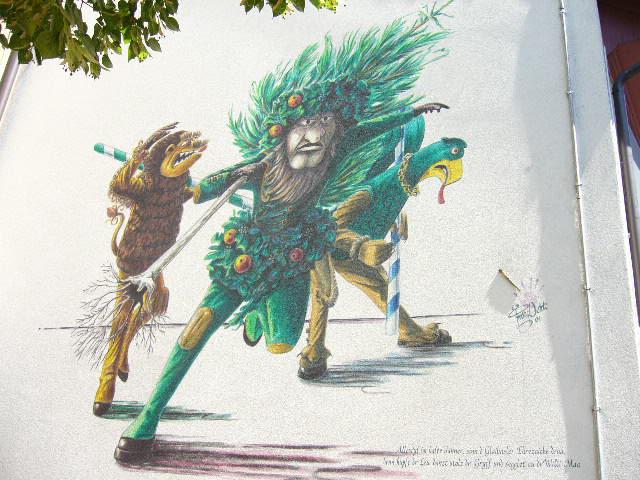
Wandgemälde im Kleinbasel

Der Wild Maa ist eine der drei heraldischen Basler Figuren. Bei dem jeden Januar von den Drei Ehrengesellschaften Kleinbasels organisierten volkstümlichen Feiertag „Vogel Gryff“ dient der Wilde Maa der „Gesellschaft zum Hären“ als Symbolträger. Zusammen mit einem Greifen („Vogel Gryff“) und einem Löwen („Leu“) tritt auch hier ein verkleideter Mensch als Wilder Mann auf. Die drei heraldischen Figuren werden von vier Narrengestalten (Ueli) und Tambouren begleitet.
Der einst im Alpenraum verbreitete Wilde-Mändle-Tanz hat sich nur noch in Oberstdorf im Allgäu erhalten und wird alle fünf Jahre aufgeführt, das letzte Mal 2015. 13 mit Tannenbart bekleidete Tänzer aus alteingesessenen Familien tanzen zu urtümlicher, eindringlicher Musik eine eindrucksvolle Abfolge von zum Teil akrobatischen Bildern. Älteste Archive reichen zurück auf das Jahr 1811, als der Trierer Kurfürst und ehemalige Fürstbischof des Bistums Augsburg, Clemens Wenzeslaus von Sachsen, mit seiner Schwester Oberstdorf besuchte. Die Einwohner führten für sie einen Wildleute-Tanz auf und brachten ihnen ein Freudenlied dar: „Sey’s uns erlaubt! Erlauchteste vor euch aufzuspielen! Möchtet doch ihr Edelste ein Vergnügen fühlen.“ Die Tänzer führten ihre Tänze auch in den Sommerresidenzen sowie in Lindau, Konstanz und der Schweiz auf. Da die Tänze auch vor dem und später auch vom Volk aufgeführt wurden, änderten sie sich zugunsten des Volksgeschmacks. Die Tradition des Wilde-Mändle-Tanzes ist also nicht auf den kultischen Bereich zurückzuführen, sondern auf theatralische Rollenspiele der Oberschicht.
Beim Schleicherlaufen in Telfs (Österreich), einem alle fünf Jahre stattfindenden Fasnachtsumzug, treten Wilde Männer in Zusammenhang mit der Figur des Panzenaffs auf. Sie haben bei dieser Veranstaltung die Funktion der Ordnungshüter. Die Verkleidung der auftretenden Akteure ist vollständig mit Baumbart, einer Flechtenart, behangen. Vor dem Gesicht tragen sie eine hässliche Maske mit langer Nase, Warzen und buschigen Augenbrauen. An den Händen tragen die Akteure schwarze Handschuhe. Sie sind mit rohen Ästen bewaffnet. Die Veranstaltung findet seit dem 16. Jahrhundert statt, hat aber erst in der zweiten Hälfte des 19. Jahrhunderts seine heutige Gestalt bekommen.
In Italien gibt es il selvaggio, der in einem Laub- und Fellkostüm einen Kinderschreck darstellt.

## Namensgeber in Geographie, Bergbau und Gastronomie

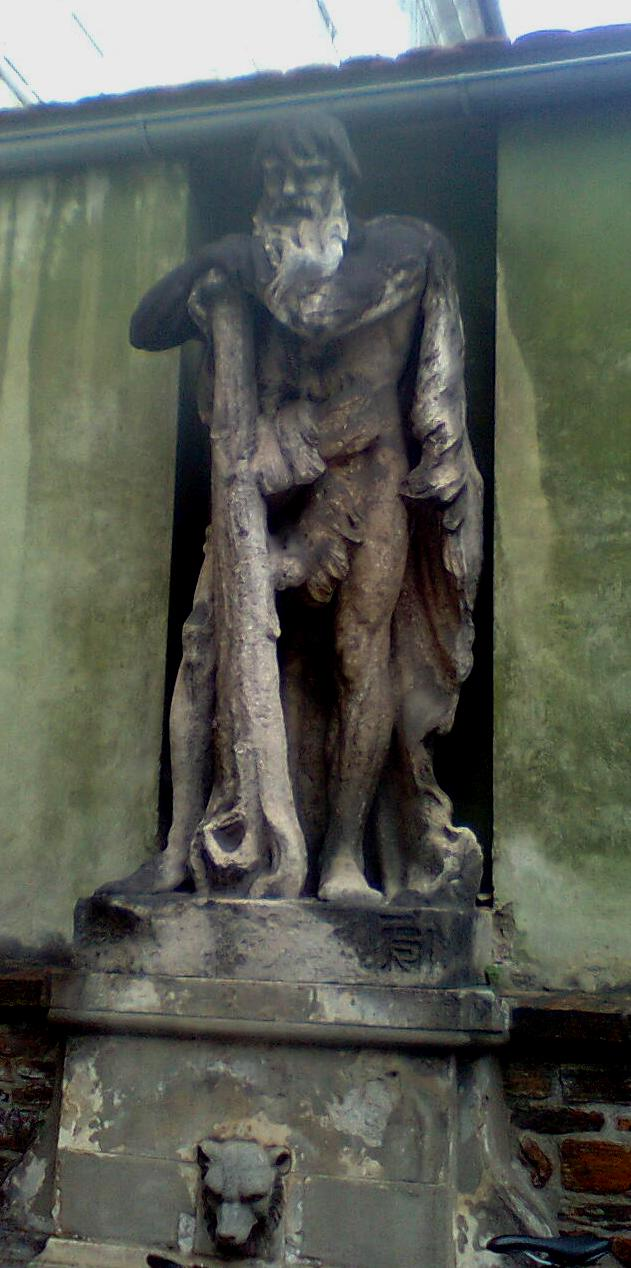
Statue des Wilden Mannes in Graz

Berge wie das Wilde Männle und der Wilde Mann (2577 m, Allgäuer Alpen, Gemeinde Oberstdorf) tragen bis heute den Namen ihres Bewohners. Bei Hinterstein, Gemeinde Bad Hindelang, gibt es einen „Wildfräuleinstein“, in dessen Höhle bzw. Nischen vor langer Zeit die drei „Wilden Fräulein“ Rezabell, Stuzzemuzz und Hurlahuzz gehaust haben sollen. Der in der Südtiroler Gemeinde Eppan gelegene „Wilder-Mann-Bühel“ ist ein 643 m hoher Hügel über dem Etschtal. Seine Kuppe ist von Siedlungsresten bedeckt, die bis in prähistorische Zeit zurückdatiert werden konnten.
Bereits um 1500 berichten Petrus Albinus in der Meißnischen Land- und Bergchronik und der erzgebirgische Chronist Johannes Mathesius in der Sarepta von „Bleyfuhren vom Wilden Mann“ und „Erzproben auf dem Wilden Mann“ zur Zeit Ottos des Großen (936–973). Auch bei Goslar im Harz wurde bereits in ottonischer Zeit Bergbau am dortigen Rammelsberg betrieben. Mönche des Klosters Walckenried entdeckten nach dem Jahr 1000 im Oberharz weitere Erzvorkommen. 1347 wütete die Pest im Harz, worauf das Gebiet verödete. Zu Beginn des 16. Jahrhunderts forcierte der Welfenfürst Herzog Heinrich der Jüngere von Braunschweig-Wolfenbüttel den Bergbau im Oberharz bei der Suche nach Eisenerzen und Silber. Der Harzer Bergbau wurde durch arbeitsuchende Bergleute vor allem aus dem Erzgebirge wieder aufgenommen.
In der Nähe von Goslar gründeten sie 1529 die Siedlung Wildemann. Wildemann übernahm die zentrale Rolle im regionalen Silberbergbau. 1532 entstand die Grube Wildermann und kurz danach die Stollen Wilder Mann und Wilde Frau. Wildemann wurde 1534 Freie Bergstadt. Es gilt als sicher, dass die Bergleute aus dem Erzgebirge die Vorstellung vom Wilden Mann mit in den Harz brachten. In der Bergstadt Freiberg am Rand des Erzgebirges gab es bereits 1481 eine Grube mit dem Namen Wilder Mann, in Schneeberg die Gruben Wilder Mann und Wilde Frau. Bis heute ist „Wilder Mann“ ein häufiger Grubenname im Bergbau.
Ein sagenhafter Wilder Mann soll die Stadt Marbach am Neckar mit dem Namen „Mars Bacchus“ gegründet haben.
In der Gastronomie diente der Wilde Mann früher als häufiger Namensgeber für Gaststätten und Hotels, die entweder am Rande von Gebirgen und unzugänglichen Waldgebieten oder einfacher vor den Toren einer Stadt außerhalb der Mauern lagen. Johann Andreas Eisenbarth, bekannt als „Doktor Eisenbarth“, verstarb am 11. November 1727 im Alter von 64 Jahren im Gasthof Wilder Mann in Hannoversch-Münden. Ein bekanntes Wiener Kaffeehaus im 18. Bezirk, das Café Wilder Mann, trägt den Namen. In der Grazer Jakoministraße gab es bis in die 1970er Jahre ein gutbürgerliches Gasthaus namens „Wilder Mann“, das sich auf eine gepflegte Bierkultur spezialisiert hatte. Im Innenhof des Gebäudes steht nach wie vor eine Steinstatue des „Wilden Mannes“. In der Deutschschweiz war der Name "Wilder Mann" oder "zum Wilden Mann" sehr geläufig und ist nach wie vor vielerorts, wie in Baden (AG), anzutreffen. Eine Straßenkreuzung im Zentrum von Kloten bei Zürich heißt „Zum Wilden Mann“, ebenso wie die Busstationen an den vier Gabelungen. Die an der Kreuzung gelegene Gaststätte ist mit "Wilden Mann" angeschrieben. 

In Dresden gibt es das im Stadtbezirk Pieschen gelegene Stadtviertel Wilder Mann. Ursprünglich bezeichnete der Name nur ein Weingut bzw. die dazugehörige alte Gutsschenke, an der die gleichnamige Sagengestalt seit 1710 als vom Gutsherren auserwähltes Wirtszeichen hing. Mit dem Schankbetrieb ging auch die Bezeichnung zunächst auf ein nahe gelegenes Ausflugslokal und danach auf die umliegenden Wohngebiete am Rande der Stadtteile Trachau und Trachenberge über. Der Name des Stadtviertels ist regional sehr bekannt durch eine gleichnamige Straßenbahnendhaltestelle und den Autobahnanschluss Dresden-Wilder Mann an der A4.

## Abgeleitete Bedeutungen
Der Begriff kommt abgeleitet in folgenden Zusammenhängen vor:
- Ein Strebenkreuz an einem Ständer in alemannischen und fränkischen Fachwerkhäusern wird oft als „Mann“ oder „Wilder Mann“ bezeichnet.
- Der wilde Mann (der/di wilde man, de wilde) war zudem ein volkssprachiger Kölner Autor (evtl. Geistlicher) aus der zweiten Hälfte des 12. Jahrhunderts, der versuchte, aufgrund seines einfachen Lebens eine unverfälschte christliche Lehre weiterzugeben. Der Autor ist allein bekannt aus seinem Werk. Seine Dichtungen Veronica, Vespasianus, Van der girheit, Christliche Lehre hatten keine weitere Wirkung.
- Der US-amerikanische Franziskanerprediger und Autor spiritueller Bücher Richard Rohr wurde in den frühen 1980er Jahren mit dem Bestseller Der wilde Mann, Geistliche Reden zur Männerbefreiung (18. Aufl., München: Claudius, 1995, ISBN 3-532-62042-1, Wild Man's Journey: Reflections on Male Spirituality) zu den Themen „neues Männerbild“ und „Mannsein und Spiritualität“ in Deutschland bekannt.
- Der chinesische Literatur-Nobelpreisträger Gao Xingjian löste 1985 mit seinem Stück Yeren (chinesisch 野人 – „Der Wilde Mann“, Uraufführung im Volkstheater Peking, 1988 in Hamburg) eine hitzig geführte einheimische Debatte aus und verursachte weltweit Aufsehen.
- 1989 wurde die Filmkomödie Der Wilde Mann des Schweizer Schriftstellers und Filmemachers Matthias Zschokke mit dem Berner Filmpreis ausgezeichnet.

## Sekundärliteratur
- Aenne Barnstein: Die Darstellungen der höfischen Verkleidungsspiele im ausgehenden Mittelalter. Triltsch, Würzburg-Aumühle 1940, (München, Universität, phil. Dissertation, 1940).
- Richard Bernheimer: Wild Men in the Middle Ages. A Study in Art, Sentiment, and Demonology. Harvard University Press, Cambridge MA 1952, (Octagon Books, New York NY 1979, ISBN 0-374-90616-5).
- Norbert Borrmann: Lexikon der Monster, Geister und Dämonen. Die Geschöpfe der Nacht aus Mythos, Sage, Literatur und Film. Das (etwas) andere Who is who. Lexikon-Imprint-Verlag, Berlin 2000, ISBN 3-89602-233-4.
- Anna Rapp Buri, Monica Stucky-Schürer: Zahm und wild: Basler und Strassburger Bildteppiche des 15. Jahrhunderts. Von Zabern, Mainz 1990, ISBN 3-8053-1174-5.
- Die Wilden Leute des Mittelalters. Ausstellung vom 6. September bis zum 30. Oktober 1963. Museum für Kunst und Gewerbe, Hamburg 1963.
- Peter Dinzelbacher (Hrsg.): Sachwörterbuch der Mediävistik (= Kröners Taschenausgabe. Band 477). Kröner, Stuttgart 1992, ISBN 3-520-47701-7.
- Charles Fréger:  Wilder Mann. Mit einem Text von Robert McLiam Wilson. Kehrer, Heidelberg u. a. 2012, ISBN 978-3-86828-295-5.
- Michael Görden (Hrsg.): Das Buch vom wilden Mann. Der uralte Mythos – neu betrachtet (= Heyne-Bücher. 19, Heyne-Sachbuch. Nr. 211). Heyne, München 1992, ISBN 3-453-05803-8.
- Karl Haiding: Sagen von den Wildleuten. In: Österreichischer Volkskundeatlas. 6. Lieferung, Teil 2. 1979, Blatt 115 und Kommentar.
- Thomas Höffgen: Der Wilde Mann. Schamanismus in Volksdichtung und Verkleidungskult. In: Michael Fisch, Ute Seiderer (Hrsg.): Hülle und Haut – Verpackung und Umschlag. Techniken des Verkleidens und Umschließens. Berlin 2014, S. 280–300.
- Klaus Hufeland: Das Motiv der Wildheit in mittelhochdeutscher Dichtung. In: Zeitschrift für deutsche Philologie. Bd. 95, 1976, S. 1–19.
- Karl Löber: Wildleute-Orte an der Lahn und im Westerwald. In: Hessische Blätter für Volkskunde. Bd. 55, 1964, ISSN 0342-1260, S. 141–164.
- Vincent Mayr: Wilde Leute. In: Reallexikon zur Deutschen Kunstgeschichte, RDK Labor (2019), nur digital: Wilde Leute [10.07.2019].
- Lise Lotte Möller: Die Wilden Leute in der Graphik des ausgehenden Mittelalters. In: Philobiblon. Eine Vierteljahrsschrift für Buch- und Graphiksammler. Bd. 8, Nr. 4, 1964, ISSN 0031-7969, S. 260–272.
- Christian Müller: Studien zur Darstellung und Funktion „wilder Natur“ in deutschen Minnedarstellungen des 15. Jahrhunderts. Tübingen 1981, (Tübingen, Universität, Dissertation, 1982).
- Ulrich Müller, Werner Wunderlich (Hrsg.): Dämonen, Monster, Fabelwesen (= Mittelalter Mythen. Bd. 2). UVK – Fachverlag für Wissenschaft und Studium, St. Gallen 1999, ISBN 3-908701-04-X.
- Norbert H. Ott: Wildleute. In: Lexikon des Mittelalters. Band 9: Werla bis Zypresse. Anhang. Lexma, München 1998, ISBN 3-89659-909-7, Sp. 120–121.
- Leonie von Wilckens: Das Mittelalter und die „Wilden Leute“. In: Münchner Jahrbuch der bildenden Kunst. Bd. 45, 1994, S. 65–82.
- Wilde Leute. In: Leander Petzoldt: Kleines Lexikon der Dämonen und Elementargeister (= Beck'sche Reihe. 427). 3. Auflage. Beck, München 2003, ISBN 3-406-49451-X, S. 190–192.
- Roy A. Wisbey: Die Darstellung des Häßlichen im Hoch- und Spätmittelalter. In: Wolfgang Harms, L. Peter Johnson (Hrsg.): Deutsche Literatur des späten Mittelalters E. Schmidt, Berlin 1975, ISBN 3-503-01213-3, S. 9–34.